# Historia del Partido Nacionalista Vasco
El Partido Nacionalista Vasco, fundado por Sabino Arana, fue constituido oficialmente el 31 de julio de 1895. Ha formado parte del País Vasco francés.

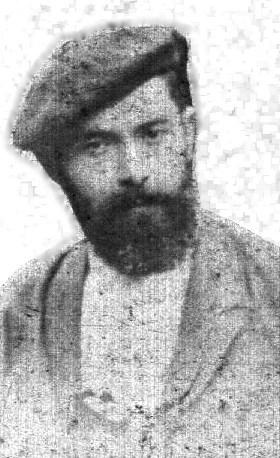
Sabino Arana.

## Inicios y expansión: 1895-1923
Arana ya anunció la creación de este partido, en lo que se considera su primera intervención política, con el llamado "Juramento de Larrazabal" de 1893, y el PNV fue constituido oficialmente el 31 de julio de 1895, eligiéndose a su fundador Sabino Arana como presidente (cargo que ostentó hasta su dimisión por motivos de salud en 1903, año en el que fallecería).
En un principio el partido sólo tendría implantación en la ciudad Bilbao, donde se editaba su periódico oficial: Bizkaitarra.
El PNV recibe su principal impulso tras ocupar Ramón de la Sota el cargo de Fidel Sagarmínaga en el partido de los "euskalerriakos", movimiento de corte fuerista liberal.

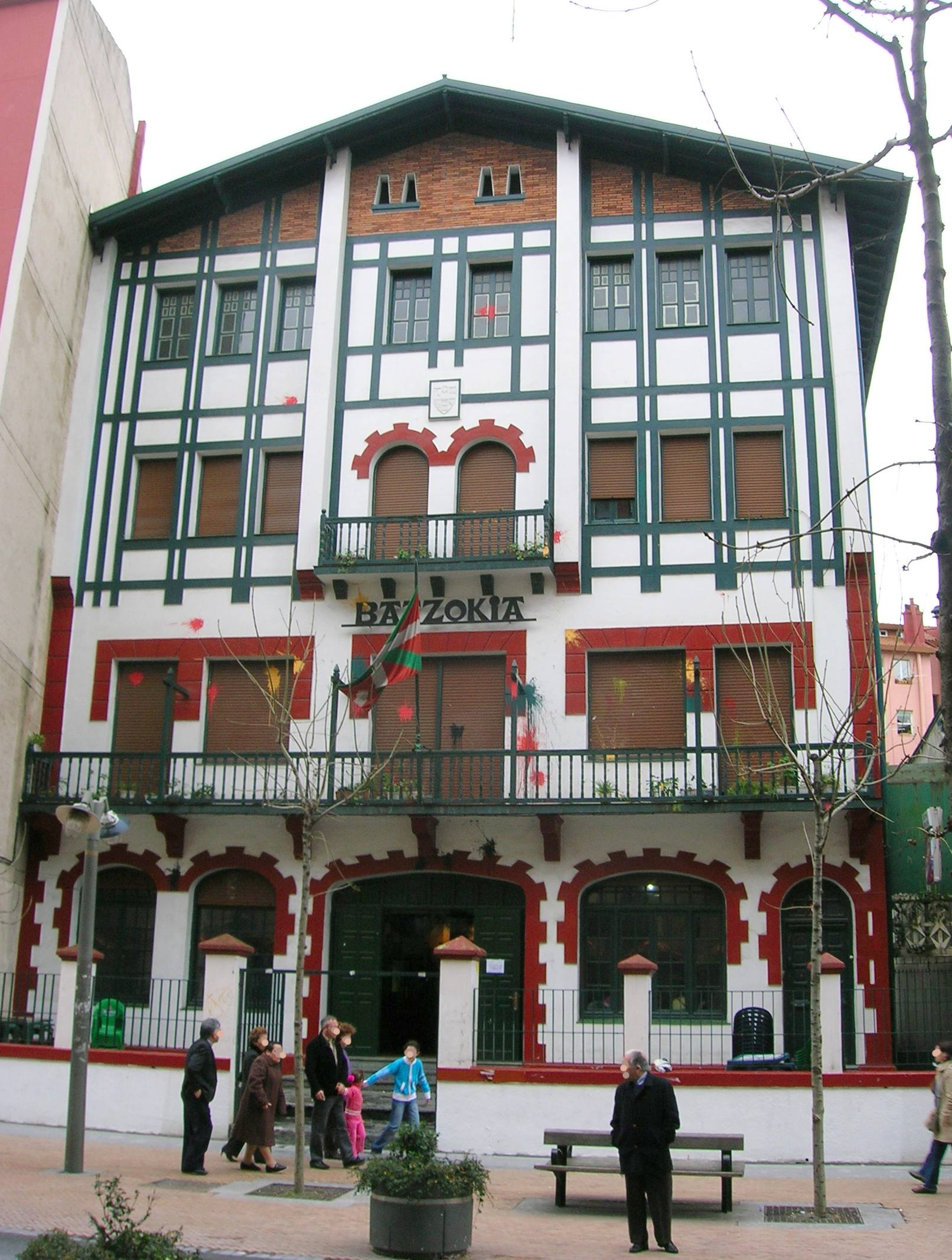
Batzoki viejo de Baracaldo.

Los "euskalerriakos", de ideología burguesa fuerista, fueron liderados inicialmente por Fidel Sagarminaga y a su muerte en 1894 por Ramón de la Sota, industrial naviero, fundador de Astilleros Euskalduna, que llegó a ser nombrado en 1921 "Sir" por el Gobierno Británico y era una de las mayores fortunas de la época.
En 1898, Sabino Arana es elegido Diputado de Vizcaya por el distrito de Bilbao; en 1899, en las elecciones municipales el PNV obtiene 5 concejales en Bilbao y su primer alcalde en la localidad de Mundaca.
Con el carlismo mantuvo una relación de enfrentamiento, ya que el nacionalismo vasco lo acusaba de "españolista", y el carlismo, por su parte, acusaba al nacionalismo vasco de "separatista" y "antipatriota". El grado de enfrentamiento era tal que las colisiones violentas entre carlistas y bizkaitarras de Arana fueron frecuentes, llegando estos últimos a declarar una «guerra a muerte» al carlismo.
La pugna entre los aranistas, los carlistas y los "euskalerriakos" marcaría la vida del Partido Nacionalista Vasco, por el giro nacionalista de estos últimos y su mayor acercamiento, que posibilitaría a partir de 1898, según algunos autores, una moderación de los postulados nacionalistas, un incremento económico del PNV y el acceso a cargos públicos y a la burguesía vasca, siendo el propio De la Sota elegido por el PNV diputado a Cortes por Valmaseda en 1918.
El 26 de agosto de 1901 se celebran los primeros juegos florales en el Bilbao industrial, y los aranistas dejan su huella en dichos actos polemizando Arana con Miguel de Unamuno, que preside los Juegos y que por entonces era Rector de la Universidad de Salamanca, a raíz de los discursos pronunciados en esa fecha, en el que Unamuno evidenciaba la pérdida del euskera: "esa lengua que hablas, pueblo vasco, ese euzkera desaparece contigo; no importa porque como tú debe desaparecer; apresúrate a darle muerte y enterrarle con honra, y habla en español." hecho por el que 46 personalidades de la época firman un manifiesto titulado "¡Viva el euskera!" en favor de esa lengua. Los Juegos del año 1903 en Barcelona se suspenden debido a las protestas contra la bandera española.
En las elecciones provinciales de 1903 Pedro Chalbaud sería elegido Diputado por Vizcaya. En ese año 1903, en el que falleció prematuramente su fundador a los 38 años, el PNV tenía organización solamente en 20 localidades vizcaínas y 5 guipuzcoanas.
El nacionalista Engracio de Arantzadi «Kizkitza», llegaría a reconocer en sus memorias que tras la muerte de Sabino Arana en 1903, creían que el nacionalismo vasco estaba condenado a desaparecer por carecer de medios suficientes y porque era odiado por buena parte de la sociedad. Sin embargo, el hecho de que el liberal alfonsino Rafael Picavea les ofreciera la tribuna de su periódico El Pueblo Vasco —además de una cuantiosa ayuda económica—, supuso la salvación del Partido Nacionalista Vasco, pues, en palabras de Arantzadi, necesitaban «del aire de la prensa diaria para vivir». Según «Kizkitza», el propio Picavea le reconocería en una ocasión «Si me arañaran, se vería que soy nacionalista por dentro, pero no me conviene declararlo». Arantzadi agradecería la ayuda esencial de Picavea al nacionalismo en estos términos:

Reconocer el desinterés y valentía con que el Sr. Pikabea nos ayudó, desde sus tiendas, en aquellos tiempos durísimos, es un deber de justicia y un deber también de gratitud.

Debido a la influencia alfonsina en el partido tras la muerte de Arana, los vivas a Alfonso XIII llegaron a ser frecuentes entre los nacionalistas vascos, en oposición al «¡Viva Carlos VII!» de los carlistas, que en Vizcaya equivalía a gritar «¡Viva España!». Durante estos años se intensificaría el enfrentamiento (en ocasiones, violento) entre nacionalistas y carlistas, llegando estos últimos a definir el nacionalismo vasco como una «lepra».
En 1908 el PNV obtendría el primer diputado por Guipúzcoa; no obstante, es en las elecciones a las diputaciones de 1917 cuando el partido consigue la Diputación de Vizcaya y alcanza mayor implantación en Álava, Guipúzcoa y Navarra, y el partido crea sus medios provinciales de difusión "Arabarra", "Bizkaitarra", "Gipuzkoarra" y "Napartarra". En las elecciones generales de 1918, primeras a las que se presenta y con la denominación de Comunión Nacionalista Vasca, obtuvo 7 diputados, cosechando un gran éxito especialmente en Vizcaya.
En 1906 se celebra la primera Asamblea General y se crea un documento programático que tendría una vigencia extraordinariamente larga. En un principio la organización residía casi exclusivamente en Bilbao y solo se contaba con el reglamento del inicial Euskeldun Batzokija, hasta que posteriormente se realiza la organización del Partido a través de diversos Estatutos (Estatutos Generales de Bilbao de 1906, Estatutos Generales de Elgóibar de 1908, "Acuerdos Substanciales" de Elgoibar de 1911, Estatutos Generales de Zumárraga de 1914, Estatutos Generales de Zumárraga de 1914, Estatutos Generales de Comunión Nacionalista Vasca de 1916, Estatutos Generales de Comunión Nacionalista Vasca de 1920)
En 1911 el PNV crea su propio sindicato, Solidaridad de Obreros Vascos (en 1933 cambiará su nombre por el de Eusko Langileen Alkartasuna- Solidaridad de Trabajadores Vascos ELA-STV), para apartar a los sindicatos socialistas de los obreros nacionalistas. La confesionalidad católica del mismo, acorde con los entonces principios del partido, fue la causa de que se le tildara de sindicato "amarillo". En la actualidad es la primera central sindical del País Vasco con diferencia y la tercera en Navarra.

### Las primeras escisiones
En esta época se producen disensiones internas en el PNV, y Francisco Ulacia funda en 1910 el Partido Nacionalista Liberal Vasco y en 1911 el Partido Republicano Nacionalista Vasco, que se consideran los antecesores de Acción Nacionalista Vasca fundado en 1930.
En 1915, el hermano del fundador encabeza temporalmente una escisión denominada "Euzkeldun Batzokija".
Coincidiendo con la diferencia de posturas en la Primera Guerra Mundial y supeditando el independentismo inicial a posturas más pragmáticas, surgió una vertiente autonomista del sector moderado mayoritario liderado por Engracio Aranzadi "Kizkitza", Luis Eleizalde y Ramón de la Sota, pasando el PNV a llamarse temporalmente desde 1916 Comunión Nacionalista Vasca (CNV).
A pesar del éxito nacionalista en las elecciones de 1917 que iniciaban una breve hegemonía nacionalista, que auguraba la próxima creación de un Estatuto Vasco, socialistas y monárquicos aúnan fuerzas para desbancar a los nacionalistas.
El sector más joven llamado Aberri (por ser este el nombre del periódico que difundía su ideología), liderado por Elias Gallastegui y Manu Eguileor, reivindica la ideología aranista pura, refunda el PNV y es expulsado. En 1921, mientras que Luis Arana incorpora su grupo a esta escisión y preside Aberri, de 1922 a 1930 Ignacio de Rotaeche (y brevemente Ceferino de Jemein), preside Comunión Nacionalista Vasca (CNV) desde 1920.
También en 1921 se crea la sección femenina del partido "Emakume Abertzale Batza".
En la dictadura se elaboraron leyes "antiseparatistas", por las que los delitos contra la unidad de España serían juzgados por Tribunales Militares, se prohíbe la simbología nacionalista (ikurriña,...) y además se incluye a las Provincias Vascongadas en una nueva división administrativa junto con Burgos y Logroño.
En 1922 los Estatutos internos generales de "Aberri-Partido Nacionalista Vasco" de Zornoza regulan las organizaciones municipales y territoriales. En ellos se establece un sistema de voto ponderado de los apoderados en la Asamblea Regional y en la Asamblea Nacional, según la importancia numérica de su organización municipal o regional.
En las elecciones celebradas en febrero de 1922, "Aberri" obtuvo en el Ayuntamiento de Bilbao nueve concejales, mientras que CNV solo consiguió cuatro.

## Primera dictadura y Segunda República: 1923-1937
Los "felices años 20" supusieron un despegue industrial y, en esa década, la producción de acero creció el 235 %. La crisis económica de 1928, ligada a la corrupción imperante, haría caer a la dictadura.
La escisión antes mencionada se reconduce poco después sin grandes consecuencias, porque durante la Dictadura de Primo de Rivera (1923-1931) se suspendió toda actividad política en España, las sedes y los periódicos fueron clausurados y los principales dirigentes partieron al exilio. Las dos tendencias se reunifican bajo la dirección de Ramón de Vicuña, que apostaría decisivamente por tener un Estatuto Vasco el 16 de noviembre otra vez bajo las siglas del PNV, conforme a las bases del partido realizadas en Vergara de acuerdo con los principios básicos de su fundador Sabino Arana y su lema "JEL".
No todas las posturas estuvieron de acuerdo con la unificación del PNV y, por ello, se escinde un sector aconfesional y republicano que funda Acción Nacionalista Vasca (EAE-ANV), considerado el primer partido nacionalista laico y de izquierdas.
La Segunda República se proclamó en Éibar el 14 de abril de 1931 y supuso la vuelta de los partidos políticos. Luis Arana es nombrado presidente del PNV de nuevo en 1932 hasta 1933, cuando es sustituido en la presidencia del PNV por Jesús Doxandabaratz.
Durante su mandato se reacondicionó la casa natal de los Arana, llamada “Sabin Etxea”, para las oficinas de la delegación provincial de Vizcaya (BBB) del PNV, inaugurándose oficialmente el 26 de marzo de 1932, siendo Luis Arana el encargado de izar la ikurriña que él diseñara. Al día siguiente, 27 de marzo de 1932, domingo de Resurrección, se celebró en Bilbao el primer Aberri Eguna
Luis Arana y el sector que él encabezaba mantuvieron una dura polémica con el resto de los dirigentes nacionalistas (Irujo, Aguirre, etc.) debido a que consideraba que la ikurriña bicrucífera actual, diseñada por los hermanos Arana y que en ese momento había sido adoptada universalmente como símbolo del nacionalismo vasco, debía ser barrada, ya que la bicrucífera había sido creada solo para Vizcaya. Este motivo precipitó el apartamiento voluntario de Luis Arana del partido, adicionando además, según el historiador Stanley G. Payne, el hecho de representar una postura minoritaria en la pugna entre autonomistas y estatutarios.
Se celebran las elecciones constituyentes de 1931, en las que el PNV, la Comunión Tradicionalista (carlistas) y católicos independientes se unen para formar una coalición electoral de ideología católico-fuerista con la defensa de la Iglesia y del Estatuto de Estella como programa común, coalición en la que participó el que posteriormente sería el primer lehendakari José Antonio Aguirre. Esta unión, que dio a las derechas su única victoria regional en las citadas elecciones (quince diputados frente a nueve de las izquierdas), no estuvo exenta de problemas y conllevó el apartamiento del partido del jeltzale navarro Manuel Aranzadi, por entonces presidente del NBB, que se negó a aceptar dicho pacto, lo que supuso en las elecciones de 1933 una derrota de los nacionalistas en Navarra, siendo el histórico dirigente, el navarro Manuel de Irujo, elegido diputado por Guipúzcoa, pero no por Navarra. A pesar de todo Irujo inició una intensa defensa de los intereses de Navarra en Madrid, siendo esa actitud reprochada en el Parlamento. En 1936, Irujo realiza esfuerzos para que fuera Aranzadi el representante navarro, pero finalmente es él mismo el que encabeza la delegación nacionalista continuando con la misma actividad referente a Navarra, tal y como refiere el periódico la "Voz de Navarra": "En cuanto a la actividad de Irujo, su haber es algo prodigioso. Un detalle de esta labor es que de los 57 asuntos referentes a Navarra, 45 han sido movidos por el candidato nacionalista y aun en los otros 12 ha participado activamente..."
Los diputados nacionalistas de la minoría vasca de esa época, presidida por José Horn Areilza, fueron los siguientes: José Antonio Aguirre, Juan Antonio Careaga, Juan Antonio Irazusta, Manuel Irujo, Francisco Javier Landaburu, Jesús María Leizaola, Telesforo Monzón, Rafael Picabea, Manuel Robles-Aranguiz, Heliodoro de la Torre y Ramón de Vicuña.

### Los Estatutos de 1931 y 1932
Aprovechando el vacío legal existente, se elaboró por parte de la Sociedad de Estudios Vascos desde el 8 de mayo de 1931 un proyecto de Estatuto provincial que sería denominado proyecto Estatuto de Estella o Estatuto Vasco-Navarro, que no fue aprobado y que expresaba:

Se declara que el País Vasco constituye una entidad natural y jurídica con personalidad política propia, y se le reconoce como tal el derecho a constituirse y regirse por sí mismo como Estado Autónomo dentro de la totalidad del Estado Español.

El PNV defendió como mal menor una concepción federalista en una república que se planteaba un nuevo modelo de Estado y, pese a que una delegación de 420 alcaldes vascos entregan dicho proyecto a Niceto Alcalá Zamora como presidente de la República, el Estatuto no satisface a las izquierdas que consideran que crearía una "gibraltar vaticanista". Además el apoyo de los nacionalistas a Alcalá Zamora fue interpretado por los tradicionalistas y monárquicos como un reconocimiento de la República, granjeándose la enemistad política con estos sectores. Poco después se aprueba la nueva constitución y el Decreto de 8 de diciembre de 1931 rellena el citado vacío legal e impone la necesaria constitucionalidad que deberán reunir los Estatutos que se presenten.
Descartada la opción de plantear un Estatuto federalista, el PNV se inclinó por impulsar por lo menos el autonomismo. En este contexto se elabora un nuevo proyecto estatutario, reuniéndose los municipios vascos y navarros en Pamplona el 19 de junio de 1932. El Estatuto es aprobado solo en la actual C.A.V. en 1932 por 411.756 votos a favor, 14.196 en contra y 357 en blanco en Navarra. Proyecto que es aprobado mayoritariamente en Álava, Vizcaya y Guipúzcoa, pero no en Navarra: los votos favorables son 109 ayuntamientos votan sí, 123 no y 35 se abstienen. Algunos de los alcaldes incumplieron el mandato de sus corporaciones municipales votando en contra, por lo que Navarra sería excluida tanto del proyecto como de los posteriores. (Véase "Navarra jamás dijo no al estatuto vasco")
Cuando parecía que el Estatuto vería la luz, las elecciones de 1933 suponen un cambio de gobierno en España, que era contrario a su tramitación. El PNV, que no participa en las revueltas de la época, tan graves en otras regiones, sufrió, a pesar de todo, represión política, realizándose clausuras de locales del PNV durante 1933 y 1934, No obstante, en esa época el partido experimenta un resurgimiento a la par que existe un resurgimiento social de la cultura vasca a todos los niveles, convirtiéndose en un partido interclasista de masas que se diferencian ideológicamente y no económicamente
Internamente los Estatutos Generales de Tolosa de 1933 (no confundir con el Estatuto provincial anterior) implantan el modelo que sería la base de la organización actual y que recoge los principios de estructuración en tres niveles (nacional, regional y local), la separación de los tres poderes (legislativo, ejecutivo y judicial) y la incorporación de la mujer al partido mediante el reconocimiento del derecho al voto. Sin embargo, en la Asamblea de Tolosa, el partido difiere en su organización actual, pues "se organiza en régimen confederal de organizaciones municipales y regionales soberanas en su ámbito y unidas en pacto confederal".

## El PNV en la Guerra Civil: 1936-1937
En las elecciones de 1936 se impuso el Frente Popular y se efectuó la aprobación del Estatuto ya iniciada la guerra, nombrándose primer lendakari a José Antonio Aguirre, siendo éste un periodo breve (1936-37) pero clave en la historia del PNV.
Antes de que se produjera la sublevación militar, el PNV estaba inmerso en la modificación estatutaria y no era consciente de lo que estaba a punto de suceder. Según el libro El péndulo patriótico. Historia del Partido Nacionalista Vasco de De Pablo, Mees y Rodríguez, que contiene testimonios inéditos de la época, uno de sus dirigentes, Lucio de Arteche, realiza un viaje a Madrid del que regresa el 17 de julio y expresa: "A nuestra llegada a Bilbao reinaba absoluta tranquilidad, aunque ya se daba la noticia de que la Armada y el Ejército de África se habían sublevado". Esa misma noche, "como de costumbre", Artetxe se reúne con sus compañeros del BBB. Comentan sus impresiones sin recibir "ninguna otra noticia alarmante".
A pesar de las informaciones que disponía el partido sobre la preparación de la sublevación, el hecho cierto es que la sublevación sorprendió a los jeltzales, que ese mismo día 18 de julio de 1936 habían previsto una reunión del EBB, su máximo órgano, en Pamplona. Los miembros del BBB se encontraban en San Sebastián camino de la reunión en Pamplona. Las noticias de la sublevación y la situación en la capital navarra desaconsejaron el desplazamiento a la capital navarra, por lo que los dirigentes del PNV se salvaron de ser apresados. A la reunión, solo asistieron finalmente los miembros del BBB y del GBB. Pocos días antes de la sublevación, el 15 de julio, el alcalde nacionalista de Estella, Fortunato Aguirre, tuvo conocimiento de una reunión entre los generales Mola y Batet en el monasterio de Irache, por la que Batet quería conseguir que Mola desistiese de seguir con la conspiración. Aguirre apostó guardias municipales armados en los alrededores del monasterio, esperando que el gobernador civil autorizase la detención de Mola y sus acompañantes. Sin embargo, el gobernador civil, tras consultar con el presidente del Gobierno, Santiago Casares Quiroga, ordenó levantar el cerco.
El mismo día 18, los diputados Irujo y Lasarte lanzaron desde Radio San Sebastián un mensaje de apoyo al legítimo gobierno republicano, proclamando su fidelidad como diputados, no en representación del PNV, "a la encarnación legítima de la soberanía popular representada en la República". El EBB reunido en San Sebastián desautorizó a Lasarte e Irujo y preparó en la tarde del 18 de julio una declaración que no llegó a ser publicada. Durante la noche, los miembros del BBB, que acababan de volver de San Sebastián, se reunieron en la sede de Euzkadi en Bilbao, y en contacto telefónico con otros dirigentes del PNV, entre ellos Irujo, en San Sebastián, prepararon una nota a favor de la República y en contra de la sublevación que se publicó, sin firma, en Euzkadi el día 19.
El levantamiento que dio origen a la guerra civil española, efectivamente se originó en el Marruecos español pero en la provincia que contaba más apoyos fue en Navarra, donde se encontraba el General Emilio Mola como Gobernador Militar y se proclamó el "Estado de Guerra" el 19 de julio de 1936. Ya en Navarra, en las elecciones de 1936 se constató su mayoría de tendencia derechista, católica y foralista que obtuvo 71,5 % de los votos, el Frente Popular (21,68 %) y el nacionalismo vasco el 9,50 %. Aunque la capital navarra estaba más dividida y en las elecciones municipales de 1931 los partidos de izquierdas, a los que se habían sumado los nacionalistas, se impusieron en la capital a los de derechas por 8645 votos frente a 6.997.

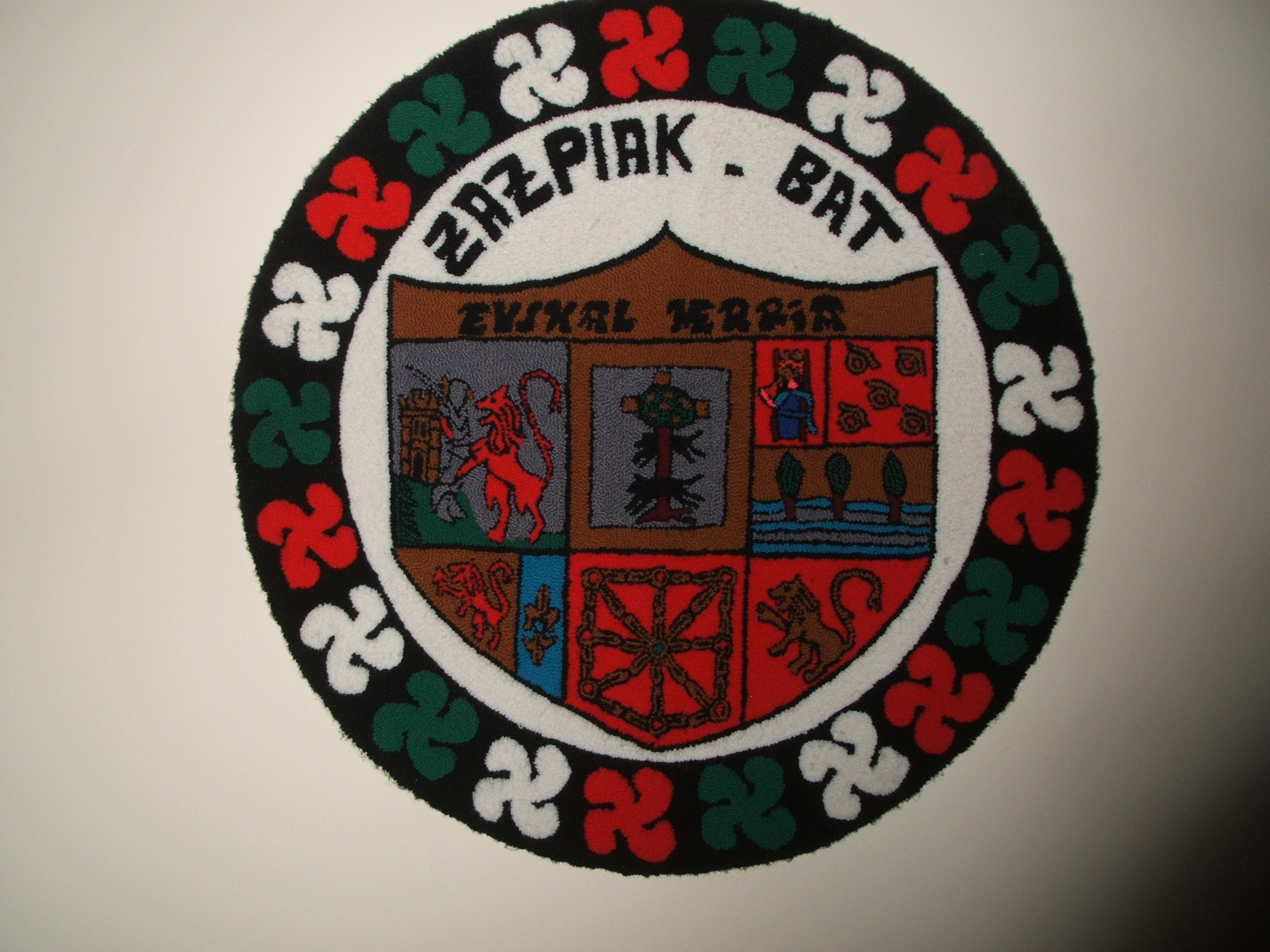
Escudo de las siete provincias vascas de Euskal Herria en la sede del PNV en Navarra (NBB).

Tras el levantamiento, José Aguerre Santesteban, presidente del PNV navarro (denominado Napar Buru Batzar), y algunos de sus principales dirigentes fueron encarcelados, en tanto que otros se unían a los sublevados, y los falangistas ocuparon la sede del partido y sus rotativas en las que se editaba el periódico del PNV “ La Voz de Navarra” para editar el primer periódico de los sublevados “Arriba España”.
El alcalde jeltzale de Murillo el Cuende, Jesús Ederra Aranguren fue asesinado y otro de los principales dirigentes del partido en Navarra, Fortunato Aguirre, fundador de la Escuela Vasca de Estella y alcalde de esta ciudad el 18 de julio es detenido y fusilado el 29 de septiembre de 1936. En dicha ciudad de Estella, el Comandante Militar Ricardo Sanz de Iturria promulga el bando siguiente, en fecha tan tardía como el 25 de septiembre de 1936 contra el PNV, su fundador y el nacionalismo vasco:

Hago saber: salvo honrosísimas excepciones en que elementos nacionalistas se han alistado voluntariamente, en general el partido nacionalista ha observado con indiferencia ante los gravísimos momentos por los que atraviesa España; (...) Estella está minado por el separatismo, fomentado e importado por ciertos hijos de la misma que todos conocen, por lo que no hace falta mencionarlos. Por ellos se ha vertido en Guipúzcoa y en otras parte mucha sangre española, de la cual no poca sangre estellesa. Por lo que hago saber lo siguiente: En el plazo de cuarenta y ocho horas, a partir de la publicación de este Bando, todos los elementos nacionalistas entregarán en la Comandancia Militar todos los objetos o prendas (incluso de vestir) de carácter separatista, los libros, los periódicos, mapas y retratos, de aquel que se llamó Sabino Arana, así como bustos o figuras de éste y otros cabecillas separatistas. Asimismo se entregarán por quien los posea los libros y objetos de toda índole de la finada escuela vasca; la documentación, objetos, insignias y fondos de las sociedades nacionalistas y, en una palabra, todo lo perteneciente a esas sociedades o con ellas relacionadas. En ciertas regiones de las provincias vascongadas y en nuestra querida Navarra se usan el chistu y los correspondientes instrumentos para sus bailes. En las Vascongadas muy bien que sigan con sus patriarcales costumbres; en Estella eso es planta exótica desconocida e importada por los que todos sabemos. Se acabó el "gora euzkadi", estamos en tiempos de VIVA ESPAÑA; por consiguiente, quien los posea entregará todos esos instrumentos en el mismo plazo. Asimismo, se prohíbe la palabra "Agur", importada por los separatistas en el lugar del "Adiós", genuinamente español. (...) ¡VIVA NAVARRA! ¡VIVA ESPAÑA!.

El alzamiento sorprendió a casi todos, como se ha mencionado, entre otros a Portela Valladares, que la víspera del alzamiento pronunció su conocida frase: "Dicen que se van a levantar, pues yo, señores, me voy a acostar." A pesar de que el PNV era consciente del posible levantamiento por sus conversaciones con la derecha, la dirección general del PNV no se decantaría por ninguno de los bandos hasta que finalmente se produjo la sublevación, pese a que poseía una mayor afinidad en su ideología con los sublevados y de hecho la derecha no se presentó a la segunda vuelta de las elecciones de 1936 en Guipúzcoa y propició conscientemente la victoria nacionalista proponiendo la abstención (CT, URG), e incluso el voto nacionalista (DVA), habida cuenta de que la jerarquía eclesiástica había declarado al PNV como partido católico; finalmente, pese a las conversaciones mantenidas con este sector en el mes de abril, debido a sus divergencias sobre el nuevo estatuto para el País Vasco, la mayor parte del PNV se alinea frente al alzamiento con las fuerzas republicanas, a excepción del PNV alavés y navarro que se mostró muy ambiguo.
Así, el 19 de julio de 1936 el PNV hace pública su postura mediante un comunicado publicado en su diario "Euzkadi":

"Ante los acontecimientos que se desarrollan en el Estado Español, y que tan directa y dolorosa repercusión pudieran alcanzar sobre Euskadi y sus destinos, el Partido Nacionalista declara -salvando todo aquello a que le obliga su ideología que hoy ratifica solemnemente- que planteada la lucha entre la ciudadanía y el fascismo, entre la República y la Monarquía, sus principios le llevan indeclinablemente a caer del bando de la ciudadanía y la República, en consonancia con el régimen que fue privativo con nuestro pueblo en sus siglos de libertad."

Considera José Luis de la Granja, catedrático de Historia Contemporánea, que la actitud del PNV de Guipúzcoa y Vizcaya se caracteriza en los primeros momentos por "su rechazo del golpe militar del 18 de julio y, en consecuencia, su apoyo al régimen republicano, pero sin demasiado entusiasmo político y con una cierta pasividad militar, patente en la campaña de Guipúzcoa. Más que hacer la guerra, el PNV se preocupa de velar por el orden público (en especial, la integridad de las iglesias y la vida de los presos, lo que consigue en buena medida en Vizcaya, pero no en Guipúzcoa."
Por su parte, la escisión izquierdista ANV prestó su apoyo incondicional a los partidos encabezados por el Frente Popular.
La postura de la Iglesia vasca.- El día 6 de agosto se transmite por radio en la zona rebelde la pastoral firmada por los obispos de Vitoria y Pamplona, pero escrita por el cardenal primado Gomá -representante de Franco ante el la Santa Sede-, que condenaba la actitud del PNV, pero dicho partido hizo oídos sordos a tal condena y el 8 de agosto el PNV inicia su participación militar en la guerra. Dio comienzo el rápido reclutamiento de voluntarios, junto con el sindicato ELA-STV, que formaron los batallones del ejército vasco "Eusko Gudarostea", compuesto por 28 batallones incluidos 3 de ingenieros.
No obstante el obispo de Vitoria, Mateo Múgica, fue acusado de simpatizar con el nacionalismo y colaborar con los sacerdotes nacionalistas vascos, considerados por la "Junta de Defensa Nacional" como los "principales culpables de este movimiento popular y con su acción positiva antes de entablarse la contienda", por lo que el 25 de septiembre es expulsado de Vitoria y posteriormente 14 sacerdotes vascos son fusilados por las tropas franquistas.
La Santa Sede tenía grandes reticencias en pronunciarse contra el PNV y se negaba a excomulgar a sus combatientes como solicitaba Franco, que pretendía utilizar esa declaración para propiciar la caída de Vizcaya y por ello se ofrece para realizar una mediación si "el General Franco se decidiera a hacer alguna concesión a las aspiraciones de los vascos".
A medida que avanzaba el frente y se lograba arrinconar al Ejército Vasco, las concesiones se convirtieron en un posible acuerdo de rendición en el que se respetase la vida de los rendidos y que culminaría en los fallidos intentos de pacto con la mediación de la Santa Sede, previos a la rendición de Santoña a los italianos. La presión de los franquistas sobre la Santa Sede impulsó la idea de que el gobierno de los católicos jeltzales estaba dominado por los comunistas ateos, aunque la Iglesia seguía sin decidirse y sondeaba algún intento de solución; así el P. Bivort de la Saudée se acercó a la embajada italiana enParís para solicitar su apoyo en una mediación entre el gobierno nacional y el gobiernovasco. A este fin expuso que el delegado del gobierno vasco en París, José María de Izaurieta, quien había entrado en contacto con la nunciatura de París para sondear la buenadisposición de la Santa Sede para favorecer una mediación entre ambos gobiernos, dejando entender que las exigencias de Bilbao para llegar a un compromiso se habían reducido notablemente en los últimos días, debido a las victorias del general Franco
El PNV ordenó inicialmente la constitución de "guardias armadas" que garantizasen el orden en las poblaciones y evitaran así posibles excesos izquierdistas,
En torno a la Junta de Defensa Nacionalista creada en Azpeitia, se fundó en los primeros días de agosto el "Euzko Gudarostea". Esta entidad quedó bajo el mando de un capitán de Intendencia, Cándido Saseta, y bajo el control de los diputados peneuvistas Manuel de Irujo, José María Lasarte, Telesforo Monzón y Javier de Landaburu.
Los combatientes nacionalistas eran casi todos naturales del País Vasco, el 80 % tenían entre 20 y 30 años y alrededor del 30 % de los de entre 26-30 años estaban casados. Los "gudaris" presentaban un menor porcentaje global de trabajadores industriales-artesanales, tanto cualificados como no cualificados, con un 65 % del total y, en cambio, tenían un importante núcleo de labradores, 22 %, y de empleados, cerca del 9 %, además de un apreciable número de estudiantes.
Voluntariosos pero faltos de organización, experiencia y armamento, el ejército nacionalista vasco convivió con el ejército republicano suscitándose fuertes tensiones entre ambos motivada, por ejemplo, por la defensa de los símbolos religiosos, como la estatua del Sagrado Corazón de Bilbao; estas disputas y desconfianzas favorecieron a los sublevados.

### El primer Gobierno Vasco (1936)
Tras los fallidos intentos de alcanzar un acuerdo con la derecha en abril de 1936, Aguirre llegó a un acuerdo con Indalecio Prieto y, en plena guerra, el Estatuto Vasco es aprobado por las Cortes el 1 de octubre de 1936 (el mismo día en que los rebeldes proclaman jefe de Estado a Francisco Franco) en una votación en la que solo participaron 50 de los 315 diputados, dado que la derecha ya había abandonado las Cortes. El 7 de octubre se instala el Gobierno autónomo con José Antonio Aguirre como primer lehendakari, quien, oyendo los cañonazos de las primeras líneas del frente, presta el juramento de su cargo en euskera ante el Árbol de Guernica:

"Ante Dios humillado; de pie sobre la tierra vasca; con el recuerdo de los antepasados; bajo el árbol de Guernica, juro cumplir fielmente mi mandato."

Aguirre formó un Gobierno vasco de concentración, con sede en el hoy "Hotel Carlton" de Bilbao, en el que estuvieron presentes nacionalistas, socialistas, comunistas y otros sectores republicanos, no sin tensiones entre ellos.
El Gobierno Vasco realizó labores propias de sus competencias como el proyecto de creación de sellos con motivos autóctonos o la fabricación de moneda propia de níquel en una fábrica sita en Bélgica).
El 30 de noviembre de 1936, el Gobierno nacionalista conjuntamente con la República lleva a cabo una ofensiva con el objetivo de retomar Vitoria y Miranda de Arga, pero el ataque es detenido a un gran coste por un número inferior de requetés en Villarreal de Álava, lugar estratégico por ser un cruce de vías; dicha derrota tuvo un efecto muy negativo para la moral del ejército nacionalista.
El desvío de fuerzas rebeldes a otros frentes mantuvo la situación estable y permitió a las fuerzas leales a la República preparar sus defensas, construyendo una barrera de fortificaciones alrededor de Bilbao llamado el "Cinturón de hierro".

### La carencia de material de guerra
Existió una queja constante por parte de las autoridades vascas a la República, en la que repetidamente se solicitaba aviación y artillería o, por lo menos, no desplazar a los pocos efectivos que ya se encontraban en la zona; de dichas reclamaciones es muestra este telegrama del mes de febrero de 1937:

"“Pongo su conocimiento que sin dar cuenta Gobierno Vasco totalidad aviones caza campos Lamiaco Sondica se han dirigido Asturias dejando riqueza industrial Vizcaya indefensión absoluta expuestos a trágica repetición bombardeo septiembre. Pongo en conocimiento vuecencia esta queja por cuanto General Norte Estado Mayor González Peña habíanos prometido no tocar un solo aparato Bilbao."

Dicho problema no se solucionaría en toda la guerra por el bloqueo internacional que se efectuó a través de los agentes del "Comité de no intervención", y no permitió abastecer de armamento al frente norte a través de la frontera francesa. La solución debía provenir necesariamente de los refuerzos de aviación enviados por la República, pero los republicanos alegaban que era imposible, puesto que los aviones debían atravesar una amplia franja de territorio enemigo, cuando era conocido que, por la ruta Torrelavega-Reinosa, los aparatos no hubieran tenido mayor problema en llegar; al conocer este hecho, el ministro García Oliver exclamó: "¡Entonces hemos estado engañando a los vascos!"
Así la situación, por una razón o por otra, el Gobierno Vasco de la República solo opuso de 15 a 30 aviones en el norte en marzo de 1937, muchos en reparación, frente a los 150 aviones nacionales en la zona norte (Junkers 52, Heinkel 111, Dornier 17, Savoia 79, Heinkel 51 y Fiat CR-32).
Respecto a la creada "Marina de Guerra Auxiliar de Euzkadi" basta decir que estaba compuesta, entre otras naves, por barcos bacaladeros a los que se les añadieron unos cañones y con los que, obviamente, no se pudo desactivar el bloqueo de los puertos y creó problemas de abastecimiento.
Uno de los episodios más significativos de la precariedad de medios militares del Gobierno Vasco se vio plasmado en la "Batalla de Machichaco" que tuvo lugar a la altura de dicho cabo los días 4 y el 5 de marzo de 1937. Cuatro bacaladeros vascos (el Gipuzkoa, el Bizkaia, el Nabarra y el Donostia) que escoltaban al mercante "Galdames" con destino a Bilbao que cargaba tres toneladas de monedas vascas fabricadas en Bélgica, se enfrentaron al más potente "Crucero Canarias".
El Canarias había capturado previamente al mercante estonio Yorkbrook que transportaba armas para la República. El Gipuzkoa aun en clara inferioridad se enfrentó al Canarias y logró liberar al Yorkbrook que descargó su mercancía en Bermeo.
El Canarias encontró al Gipuzkoa y al Nabarra que proseguían escoltando al Galdames, destruyendo el Canarias (13.283 toneladas, 33 nudos de velocidad y 8 cañones de 203 mm, 8 cañones de 120 mm y 12 tubos lanzatorpedos) al Nabarra (1200 toneladas, 12 nudos de velocidad y 2 piezas de 101 mm.), negándose parte de sus marineros a abandonar el barco, siendo posteriormente encarcelados; solicitada la pena de muerte, los propios oficiales del Canarias intervinieron hasta conseguir su liberación. El indefenso Galdames fue apresado siendo su tripulación encarcelada o fusilada. Un poema de Cecil Day Lewis y una escultura de Nestor Basterrechea desde el 2007 honran la acción del Nabarra. Asimismo se ha publicado varios libros sobre el particular, el último de Fernando Marías.
Otra de las necesidades urgentes consistió en la falta de artillería pesada y muy especialmente de antiaéreos, lo que permitió realizar sin oposición el Bombardeo de Guernica (26 de abril), de Durango, etc. Dichas acciones mermaron aún más la moral de los defensores.
La contraofensiva franquista se inicia nuevamente el 31 de marzo de 1937. Los telegramas pidiendo aviación no obtienen respuesta [9]:

"Indispensable urge aviación según despacho esta mañana que podría venir en vuelo a Bilbao desde Pastrana", "Indefensión aérea cólmanos rabia", "Hoy mismo deben salir aparatos principalmente Katiuskas cazas, pues demora un día puede originar catástrofe". Las súplicas no fueron escuchadas y el ejército nacional conquista rápidamente Guipuzcóa y va avanzando hacia Bilbao."

### La caída del Cinturón de Hierro
Las tropas franquistas tardarían 54 días en cubrir los 50 km que separan Éibar y Bilbao con la inestimable ayuda que supuso la deserción al bando franquista del capitán de ingenieros Alejandro Goicoechea (posterior inventor del tren "Talgo"), que había realizado la línea de fortificaciones del citado "cinturón de hierro" de Bilbao. Estas defensas se organizaron con la mentalidad de la Primera Guerra Mundial, que dio lugar a la "línea Maginot" francesa y, como ella, demostró su ineficacia y vulnerabilidad ante la aviación nacional y las nuevas técnicas de combate.
Aguirre traslada su Gobierno a Trucíos e intenta solucionar los problemas de deserción entre sus filas, antes de poner rumbo a Santander para después marchar a Cataluña, donde estaba dispuesto a seguir luchando por la República.

### El Pacto de Santoña
El dirigente nacionalista vasco Juan de Ajuriaguerra realizó y estudió diversas ofertas de rendición, como el llamado "Pacto de Santoña", por el que el Ejército Vasco se rendiría al ejército italiano a cambio de que sus militantes fueran considerados prisioneros de guerra bajo la jurisdicción italiana. Los acuerdos suscritos no fueron reconocidos por los nacionales y no consta que fueran aprobados por el lehendakari Aguirre. Este hecho permaneció durante mucho tiempo en silencio por ambas partes. Los republicanos no querían reconocer la traición de parte de sus tropas, los nacionalistas no querían reconocer que tuvieron contactos para abandonar a la República y los franquistas se resistían a admitir que una fuerza extranjera actuaba de manera autónoma y se permitía establecer negociaciones con el enemigo a sus espaldas. Pasado el tiempo, el tema ha llegado a alcanzar trascendencia política e ideológica en España.
Menos conocida en la intermediación de la Santa Sede que llegó a oídos de la República al interceptar un telegrama del tenor siguiente:

11126 sss CInA DEL Vaticano 1 200-199 8 1340 ETAT- Su Excelencia Aguirre, Bilbao - tengo el honor de comunicar a vuestra excelencia que los generales Franco y Mola, interrogados expresamente acerca del asunto, han hecho conocer ahora a la santa sede las condiciones de una eventual rendición inmediata de Bilbao. 1: se empeñan en conservar intacto Bilbao. 2: facilitarán la salida de todos los dirigentes. 3: completa garantía que el ejército de Franco respetará personas y cosas. 4: libertad absoluta para los milicianos soldados que se rindan con las armas. 5: (...). 6: serán respetadas la vida y los bienes de aquellos que se rindieren de buena fe, aun para los jefes. 7; en el orden político, descentralización administrativa en la misma forma que la disfruten otras regiones. 8; (...), el Santo Padre exhorta a vuestra excelencia a tomar en atento y solícito examen dichas proposiciones con el deseo de ver finalmente cesar el sangriento conflicto. Cardenal Pacelli

Largo Caballero se reunió con una camarilla de ministros leales y decidieron no hacer público el mensaje, que permaneció desconocido hasta el fin de la guerra para el PNV y el Gobierno Vasco.
Tras la pérdida de casi todo el territorio vasco, el lehendakari Aguirre se ve en la tesitura de poner en práctica la táctica de la "tierra quemada" con la voladura de toda la industria y puertos vascos y, pese a que se realizaron varios preparativos, finalmente no se lleva a cabo y el 17 de junio se ordena la evacuación de Bilbao que cae el 19 de junio de 1937. La industria pesada más importante de España, localizada en la margen izquierda de la ciudad, pasa a manos franquistas el 22 de junio.
Se calcula que, en las provincias vascas, la guerra civil dejó 50.000 muertos, 10.000 prisioneros y 150.000 exiliados. En Navarra, provincia que apoyó el levantamiento, hubo unos 3000 fusilados.

## La Dictadura: 1937-1975
José María de Areilza toma posesión de la alcaldía de Bilbao en 1937 y manifiesta: "Ha habido, vaya que sí ha habido, vencedores y vencidos. Ha triunfado la España una, grande y libre (...) Ha caído vencida para siempre esa horrible pesadilla siniestra que se llama Euskadi (...) Vizcaya es otra vez un trozo de España por pura y simple conquista militar."
Nuevamente la dictadura franquista prohibió cualquier ejercicio de política, de reunión, de asociación, etc. y reprimió duramente a los partidarios del PNV, partido que fue ilegalizado poco antes de la victoria franquista por la Ley de Responsabilidades Políticas 9 de febrero de 1939 (BOE n.º 44, de 13 de febrero), que en el párrafo segundo de su artículo 2 de dicha ley establece textualmente que: " Se entenderán comprendidos en esta sanción los siguientes partidos y agrupaciones:... Partido Nacionalista Vasco, Acción Nacionalista Vasca, Solidaridad de Obreros Vascos,..., todas las Logias masónicas y cualesquiera otras entidades agrupaciones o partidos filiales o de análoga significación a los expresados, previa declaración oficial de hallarse, como los anteriormente relacionados, fuera de ley." El articulado citado y su normativa posterior de desarrollo confisca los bienes pertenecientes los citados, pasando a ser propiedad del Estado español, siendo las sanciones impuestas transmisibles mortis causa e imprescriptibles. Las cuentas bancarias incautadas en toda España por este motivo importaron unos 3000 millones de pesetas de la época.
Además, por Decreto de 23 de junio de 1937 suprimió el Estatuto Vasco y declaró "provincias traidoras" a Vizcaya y Guipúzcoa, pues "se habían alzado en armas contra el Movimiento Nacional", mantenía para la "lealísima" Navarra su singularidad fiscal y administrativa, y declaraba asimismo subsistente en su integridad el régimen de conciertos en Alava, "porque ella no participó en acto alguno de rebeldía". Dicha normativa no fue parcialmente modificada hasta el Decreto Ley de 6 de junio de 1968, que declaró suprimidos los párrafos ofensivos para Guipúzcoa y Vizcaya, manteniendo el resto de su articulado, y fue finalmente derogada por el Real Decreto-Ley de 30 de octubre de 1976.
Por la Orden de 21 de mayo de 1938 y la Orden Ministerial de 16 de mayo de 1940 también se instauraron medidas para acabar con las manifestaciones culturales vascas, definiéndolas como "elementos exóticos que interesa eliminar".

"... por exigencias del respeto que debemos a lo que entrañablemente es nuestro, como el idioma, precisa desarraigar vicios de lenguaje que trascendiendo del ámbito parcialmente incoercible de la vida privada, permiten en la vida pública la presencia de modas con apariencia de vasallaje o subordinación colonial. Es deber del poder público, en la medida en que ello es posible, reprimir estos usos, que contribuyen a enturbiar la conciencia española, desviándola de la pura línea nacional, introduciendo en las costumbres de nuestro pueblo elementos exóticos que importa eliminar..."

En 1938 nace la nueva Ley de Prensa, vigente hasta 1966, que instaura la censura previa y sanciona todo escrito que:

"... directa o indirectamente tienda a mermar el prestigio de la Nación o del Régimen, entorpezca la labor de Gobierno en el Nuevo Estado o siembre ideas perniciosas entre los intelectualmente débiles."

Existe una Orden dirigida por el Ayuntamiento de Guernica a un vecino de la localidad, propietario de una tumba en cuya lápida figuran inscripciones en euskera, exigiéndole que sustituya dicha placa por otra con inscripciones en castellano.
Organizativamente el partido crea tres delegaciones en Barcelona, París y Angelu y en esta última reside dirección del EBB y en París se crea un Comité Ejecutivo que cuenta con representación territorial.
En 1946 se nombra el primer EBB del exilio y se reestructuran los Consejos Regionales. Hacia 1965 el partido, en una situación precaria se recompone, basándose en la fuerza que perduraba en Vizcaya con el impulso de la organización juvenil EGI y la de mujeres (Emakume Abertzale Batza). Tras el caos generalizado provocado por la guerra, poco apoco se recupera la situación de la antaño potente industria vasca (así en el año 1944 existen 191 empresas y 16.795 trabajadores en el sector del hierro en Vizcaya y en 1950 hay 244 empresas y 20.755 trabajadores y se llega en 1956 a 513 empresas. La actividad agraria que suponía en 1955 el 12,83 % del PIB vasco, pasaría al 8,1 % de 1975).
Durante los años 50 y, sobre todo, 60, se produce una segunda gran oleada de inmigrantes provenientes del resto de España que se trasladan al País Vasco en busca de trabajo. Su elevado número y su mezcla con los autóctonos (parte de los cuales provenían de la primera oleada de inmigración de finales del siglo XIX) producirá una nueva sociedad vasca, moderna, que es el contexto al que tiene que adaptarse el PNV durante la Transición.

## El exilio y la diáspora vasca
Finalizada la guerra civil, la directiva del PNV permaneció en el exilio, recabando el apoyo internacional para su causa, y se estableció primero en París; pero poco después se inició la Segunda Guerra Mundial en 1939 y los alemanes ocuparon la ciudad apoderándose de sus archivos y documentos. Casi todos los miembros de la red vasca dentro de España cayeron presos en los días posteriores, ya que los nazis entregaron a Franco la documentación capturada a los vascos que a partir de entonces se exiliaron principalmente a Sudamérica.
Un total de 500 maquis (guerrilla antifranquista) permanecieron en los Pirineos realizando diversas acciones contra el ejército nazi y se creó una unidad, la 'Brigada Vasca-Batallón Gernika', que combatió en la Segunda Guerra Mundial en la liberación de la Pointe de-Grave.
Habiendo fracasado en sus expectativas e iniciada la Segunda Guerra Mundial, muchos miembros nacionalistas son presos (algunos de ellos en el campo de concentración de Gurs, también llamado "el campo de los vascos"), y otros deportados y obligados a trabajar para la industria alemana a partir de junio de 1940 cuando el ejército nazi ocupó Francia.
Durante esta época el PNV colabora con los aliados estableciendo su propia red internacional de información, esperando que el final de la Segunda Guerra Mundial supusiera también la intervención extranjera contra el régimen de Franco.

### Aguirre
El lehendakari José Antonio Aguirre relata sus intentos de obtener la mediación internacional en el libro autobiográfico De Guernica a Nueva York, pasando por Berlín.
Diversos autores manifiestan que el PNV en el exilio intentó buscar antes de la Segunda Guerra Mundial la cooperación alemana y que posteriormente, durante la "guerra fría", sirvió a la CIA. Sobre la relación con los alemanes otros autores afirman que, de la correspondencia de los líderes nacionalistas Javier Landáburu, qué también militaba en la procomunista UNE, Domingo Epalza, Eliodoro de la Torre y Jesús Solaun se deduce que todos mantuvieron contactos informales con los nazis. La cuestión esencial es si obraban por su cuenta o cumplían instrucciones superiores y, de resultar cierta la segunda hipótesis, si se trataba de contemporizar para ganar tiempo o había intención de llegar a un acuerdo formal. La respuesta se debería encontrar en los archivos alemanes, pero no parece ser así. El historiador Antonio Peter, especialista en relaciones hispanogermanas, manifestó: "No he encontrado artículo o alusión a un País Vasco unificado bajo auspicio alemán, ni tampoco he leído algo parecido en los documentos del Ministerio de Exteriores alemán. Aunque a primera vista me parece algo poco común, creo posible la existencia de contactos y planes dentro de las SS. A comienzo de los años 40, Best y otros estaban ocupados en planear el futuro europeo en manos alemanas. Múltiples fueron las ideas – hoy las más conocidas son los bosquejos acerca del dominio alemán en Rusia – y la idea de “balcanizar” Europa supuestamente cabe bien en el pensamiento de Himmler. Precisamente la rivalidad entre los SS y el Auswärtiges Amt en política exterior explicaría que estos planes no fuesen adoptados por el Ministerio de Asuntos Exteriores."
Sobre las relaciones del PNV con EE. UU. o con la CIA, el hecho cierto es que los Estados Unidos se aproximaron a Franco y no a las posturas del PNV.
Según el historiador alemán Ludger Mees, es sorprendente la actividad del PNV en el exilio y en especial la del lehendakari Aguirre, al que califica como el "profeta pragmático", sobre él dice: "Me ha sorprendido la enorme influencia que tuvo en la política del republicanismo español en el exilio. Mi tesis es que fue Aguirre quien la dirigió realmente entre 1945 y 1947, por su carisma y porque era el único personaje que se llevaba bien con todos los sectores del antifranquismo español. Por ello, en dos ocasiones, el presidente Diego Martínez Barrio le propone para encabezar el Gobierno republicano, una perspectiva que hoy nos parecería muy extraña para un líder del nacionalismo vasco.". Aguirre se sintió en el exilio el lehendakari de todos los vascos, fueran o no nacionalistas, y consiguió agruparlos en torno a su persona. Su actividad se carácterizó por estar en todos los frentes posibles y relacionarse con la mayor cantidad de gente posible para sumar apoyos a su proyecto, siendo su famosa su frase: "tenemos que ir adonde nos invitan, aunque sea un congreso de bomberos".

### Ajuriaguerra
Otro dirigente vasco destacado de la época es Juan de Ajuriaguerra, que, como describe la "Enciclopedia Auñamendi" de Estornes-Lasa, cobra mayor importancia tras el fallecimiento de Aguirre en 1960, al que sucede Jesús María de Leizaola a la muerte del lehendakari José Antonio Aguirre y Lecube (1960-1979), que permaneció 43 años en el exilio.
Ajuriaguerra participó en la organización de varios "Aberri Eguna" y en las huelgas impulsadas por el Gobierno Vasco en el exilio, que sacudieron el País Vasco en 1947 y 1951, y después de estos incidentes y las presiones del régimen franquista, el Gobierno francés confiscó las oficinas del Gobierno Vasco en París, actual Instituto Cervantes de París. Dicho edificio había sido sede del Gobierno Vasco hasta la ocupación alemana cuando fue cedido a la embajada española. Tras la liberación de París, el PNV ocupó el local hasta que nuevamente fue entregado al Gobierno de España en 1951 ejecutando una sentencia del Tribunal Civil del Sena de 21 de julio de 1943.
En la época del exilo destaca la labor de Jesús de Galíndez, cuya vida ha sido difundida en diversas obras y películas (como Galíndez de Manuel Vázquez Montalbán), desaparecido en 1956 tras criticar al dictador dominicano Rafael Leónidas Trujillo.
Juan de Ajuriaguerra representó, durante los años oscuros de la dictadura franquista, la continuidad del PNV en el exilio. Se mantuvo firme a los principios tradicionales del PNV, incluso cuando surgió el nacionalismo radical, lo que le valió no pocas críticas. Siempre se opuso al terrorismo de ETA que surgió en los años 60 y se negó a cualquier contacto y pacto del partido con la banda o su entorno.
En 1965 Ajuriaguerra forma parte del Equipo Demócrata Cristiano del Estado Español, junto con la Democracia Social Cristiana de Gil-Robles, la Unión Democrática de Cataluña y la Izquierda Democrática Cristiana de Manuel Giménez Fernández.
En el año 1969 el Euzkadi Buru Batzar toma la decisión de renovar los cargos dirigentes del Partido para ser sustituidos por gente más joven, elegida a través de las Juntas Municipales. Sin embargo, tras dos años de ausencia, Juan Ajuriaguerra volverá a reincorporarse a la dirección en un momento en que entran otros nuevos miembros, como Xabier Arzalluz.
A raíz de las movilizaciones por el proceso de Burgos en diciembre de 1970 y de sus muestras de solidaridad con los abogados defensores, Ajuriaguerra será desterrado a Atienza (Guadalajara).

### Irujo
Manuel de Irujo partió hacia el exilio en 1939, atravesando la frontera pirenaica por Le Perthus junto con Companys, Aguirre, Tarradellas, Pi Sunyer y Julio Jáuregui. Se establece en Londres donde estaba casada una de sus hijas y allí funda y preside una "Euskal Etxea". Ante la falta de noticias del lehendakari Aguirre, para llenar el vacío de poder, funda en 1940 el Consejo Nacional Vasco que también preside. En el corto periodo de existencia de este consejo, se realizó una actividad destacable como pudiera ser la redacción de un "Proyecto de constitución de la República vasca" que contó con la oposición de los socialistas y la creación de unas "Brigadas Vascas" dentro de las tropas de la Francia Libre. Al descubrirse el paradero de Aguirre en Nueva York en 1941, el Consejo es disuelto.
Irujo también fue el promotor de Galeusca (proyecto conjunto federalista con Galicia, Euzkadi y Cataluña) y de la Comunidad Ibérica de Naciones que fracasa al no querer reconocerse el carácter nacional de Euzkadi y Cataluña, y participa en 1943 en la creación de la "Unión Cultural Europea" y fue ministro en 1945 del Gobierno republicano en el exilio.
En 1951 el PNV se define como abiertamente europeísta: "Somos europeístas. Somos, en el europeísmo, federalistas"; y participa en todas las reuniones previas y organismos que posteriormente darían lugar a la actual Unión Europea.

## La transición a la democracia: 1975-1979
El PNV de finales de los sesenta y principios de los setenta era un partido clandestino muy mermado por los años de dictadura. En el exilio sus dirigentes intentaban hacerse ver en el panorama político internacional, fundamentalmente a través de su presencia en la "Democracia Cristiana" de la que habían sido fundadores, aunque de este partido la aportación económica fue casi inexistente en comparación con la recibida por socialistas y comunistas de sus correligionarios europeos.
A esta situación se unían las tensiones ideológicas y las pugnas por el liderato propias del vacío de poder existente y la falta de movilización social.

### Contexto histórico
A nivel mundial se produce la crisis del petróleo (1973) que pasa de los 1,8 dólares el barril en 1970 a 11,92 en 1975 y 38,2 en 1980, lo que tuvo repercusión en el IPC que pasó del 6,6 % en 1970, al 18,7 % en 1975, al 26,4 % en 1977 y al38,2 en 1980; también se produjo la Invasión de Checoslovaquia que determinaría un cambio en la ideología socialista y comunista, la revolución de los claveles en Portugal (1974) y el auge comunista en Francia e Italia, con la consiguiente preocupación para EE. UU. sumida en la guerra fría. A nivel estatal ETA había asesinado a Luis Carrero Blanco, potencial sucesor de Franco y existía un clima social de tensión generalizado y más evidente en el País Vasco y Navarra, que diferenciaba su situación de otras regiones españolas, a pesar de tener en común con ellas la crisis económica de ese momento. En el País Vasco, entre 1976 y 1983 se perdieron 139.400 empleos; el sector industrial perdió una cuarta parte de sus obreros; la "tasa de actividad" descendió en un 3,6 % entre 1976 y 1982.
Dentro del régimen se vislumbraban tensiones internas entre "aperturistas" e "inmovilistas" (los del "búnker"), por lo que era urgente que el partido se reorganizara, analizara la situación y tomara una posición clara.
Asesinado Carrero Blanco, que era el presidente del Gobierno, es nombrado a este fin Carlos Arias Navarro que en su investidura habla de "aperturismo".
En febrero de 1974 salta a la luz el caso Añoveros, debido a que el que el obispo de Bilbao, Antonio Añoveros redacta una carta pastoral que alude al derecho a la libertad y a la identidad vasca dentro del Estado español. Se decreta su arresto domiciliario por considerarlo Arias Navarro un grave atentado contra la unidad de España. Ante la posibilidad de una ruptura con del "Concordato" con la Santa Sede, se le obliga al obispo a redactar una nota en favor de la unidad de España. En julio de ese año el dictador cae en estado crítico del que se recupera y en septiembre tiene lugar el atentado de ETA en la cafetería Rolando de Madrid con 12 muertos y 80 heridos que enfurece a los inmovilistas del "búnker" y propicia la división en ETA y un represivo Decreto - Ley antiterrorista.
En julio de 1974, la oposición se organiza y se presenta la Junta Democrática encabezada por los comunistas del PCE y en junio de 1975 lo hace la Plataforma de Convergencia Democrática liderada por el PSOE. El PNV, así como los catalanistas, entablan conversaciones con ambas pero no se unen a ninguna de ellas.
LAs movilizaciones son constantes así como la inmediata y dura represión institucional de las mismas.
El dictador fallece el 20 de noviembre de 1975, desconvocando el PCE y el PSOE los actos que habían previsto para este evento y es entronizado Juan Carlos I como rey dos días después. El dictador, ya de edad avanzada y con cada vez más frecuentes periodos de enfermedad, había nombrado previamente a Juan Carlos I como Rey de España, haciéndole jurar los principios del movimiento en julio de 1969 y desempeñó funciones interinas en la Jefatura del Estado durante el 19 de julio a 2 de septiembre de 1974 y 30 de octubre a 20 de noviembre de 1975. El rey tiene todos los poderes del dictador y está en su mano realizar la reforma democrática. El 25 de noviembre celebra su primer Consejo de Ministros y aprueba una amnistía parcial.

### Violencia
En 1976 tienen lugar los sucesos de Vitoria y Montejurra, que se saldan con varios muertos por disparos de la policía y de grupos de extrema derecha, que tenían apoyo de los servicios seccretos SECED a través de la Operación Reconquista; a dicha violencia institucional se suma ETA que continúa sus acciones terroristas y se encontraba muy fragmentada políticamente, por lo que conciliar todos los intereses pre-autonómicos no sería fácil ni rápido, a diferencia de otras comunidades.
ETA había pasado de cometer un asesinato en 1970, dos en 1971, diecinueve en 1974 y en los años 1978, 1979 y 1980, ETA comete el mayor número de asesinatos anuales, 69,83 y 99 asesinatos respectivamente. Según Manuel Vázquez Montalbán en la revista "Tiempo de Historia" de 1980, la consecuencia directa de dichos atentados fue una mayor presión de los "inmovilistas" hacia los "reformistas" y éstos por su parte lo utilizaron para presentarse como solución al problema del terrorismo. No obstante no solo ETA cometía atentados y dentro de la extrema izquierda, con menor apoyo popular, estaban los Comandos Autónomos Anticapitalistas, las FRAP y los GRAPO. Además de los atentados ETA practicó asiduamente secuestros con resultado de muerte y extorsión a empresarios mediante la exigencia del llamado "impuesto revolucionario".
Dentro de los grupos de extrema derecha, asociados al terrorismo de Estado cabe destacar a los "Guerrilleros de Cristo Rey", el "Batallón Vasco Español" y ya posteriormente los GAL.
La Junta y la Plataforma se fusionan en marzo de 1976 en la Platajunta y reclaman una «ruptura democrática» y no simples reformas aperturistas.
El rey presenta el primer gobierno de la monarquía con carácter continuista pues está encabezado por Arias Navarro, que fracasa intentando imponer un "asociacionismo", que en realidad era un lavado de cara del régimen, cuando la oposición reclamaba la legalización de los partidos políticos. El propio monarca califica la labor de Arias como de "desastre sin paliativos" y por ello forma su segundo gobierno y elige como presidente del mismo a Adolfo Suárez González, que había desempeñado cargos en la administración franquista y era hasta entonces miembro del gobierno de Arias Navarro y Secretario General del Movimiento, por lo que inicialmente su nombramiento no despertó demasiadas esperanzas. Su gobierno se conoció como el de los "penenes", por estar formado por la inexperiencia política de la mayoría de sus miembros (Martín Villa, Osorio, Marcelino Oreja...) En su primera reunión aprueban una nueva anmistía.

### Ley para la Reforma Política (1976)
Debido a presiones externas y se consigue que las Cortes franquistas aprueben el 18 de noviembre de 1976, por con 425 votos a favor, 59 en contra y 13 abstenciones, el proyecto de Ley para la Reforma Política, que es considerada como el suicidio político del franquismo y que fue aprobada en Referéndum el 15 de diciembre de 1976 por con una participación del 78 % del censo y un 94 % de votos a favor, con solo 2,5 % de votos en contra (los del "búnker"). En dicho referéndum la oposición se mostró partidaria de la abstención por no apostar abiertamente por el rupturismo. Esta postura fracasó a nivel estatal y solo tuvo repercusión en el País Vasco, donde los votos favorables fueron 627.168 (91,1 %), los contrarios 23.010 (3,3 %), y la abstención 605.465 (46,8 %).
El referéndum dio alas a Adolfo Suárez y forzó a la oposición a hacer importantes concesiones entre las que se encontraba la renuncia solicitar responsabilidades a los altos cargos de la dictadura.

### Reestructuración del partido (1977)
En marzo de 1977, ante las próximas elecciones previstas para dos meses después, el PNV celebra en Pamplona su primera Asamblea Nacional (Congreso) desde la Segunda República, ocho días después de su inscripción en el "Registro de Asociaciones Políticas". A ella asisten los históricos dirigentes que habían llevado las riendas del partido en el exilio, como Manuel de Irujo que tras aterrizar en Pamplona pronuncia su famosa frase: "Cuarenta años de exilio os contemplan".
En esta Asamblea General se sientan los pilares básicos de la ideología democrática del PNV, estableciendo como objetivo político lograr un "Estado vasco autonómico" y definiéndose como partido democrático, aconfesional y de todos los vascos, inmigrantes incluidos, lo que suponía reflejar documentalmente el cambio profundo que había experimentado el partido desde su fundación.
También se realizó el relevo generacional de sus dirigentes, eligiéndose a Carlos Garaikoetxea como presidente del EBB por delante de la candidatura del respetado Ajuriaguerra. En dicha asamblea, aprobándose la "Ponencia de Organización de Iruña", se actualiza el Estatuto interno de Tolosa de 1933.

### Navarra
En Navarra, los partidos nacionalistas Partido Nacionalista Vasco (EAJ-PNV), Acción Nacionalista Vasca (EAE-ANV) y Partido Socialista Vasco (ESB-PSV) se unieron en la Unión Autonomista de Navarra (UAN), que fue una coalición electoral que se presentó a las elecciones legislativas de 1977 para las Cortes Constituyentes españolas por la circunscripción electoral de Navarra y tenían como punto programático común su apuesta por la integración de Navarra en el País Vasco.
La coalición electoral fue la quinta formación política en Navarra, quedando sin representación parlamentaria, con algo más de 18.000 votos y un 6,99 % de los votos, por detrás de UCD, PSOE, UNAI y Alianza Foral de Navarra.
Las fuerzas agrupadas en UAN estaban a su vez integradas en el Frente Autonómico, al que también se sumaba el PSOE, que se presentó al Senado por Navarra y que obtuvo un acta de senador en la figura de Manuel de Irujo, histórico dirigente navarro del PNV.
La unión del PSOE a este conglomerado nacionalista tiene su explicación en que el PSOE venía del exilio en el que había estado muy unido al PNV y, por ello, tras el Congreso que el Partido Socialista celebra en San Sebastián en 1977, llega a un "compromiso autonómico" con el PNV, acuerdo que es suscrito en mayo de ese año y por el que ambos partidos acordaron presentar una candidatura conjunta al Senado en las elecciones generales de 1977, que recibió la denominación del antes citado Frente Autonómico, para impulsar tras las mismas la aprobación de una Constitución democrática y de un Estatuto común de Autonomía para Alava, Guipúzcoa, Vizcaya y Navarra.

### Las negociaciones políticas
Una vez aprobada la ley, la oposición aceptó implicarse en el afianzamiento del proceso democrático. Así, en las primeras semanas de 1977, los partidos de la oposición (entre los que se encontraba el PNV, representado por Julio Jáuregui, pero ningún representante de la constelación de partidos surgidos en el entorno de ETA) comenzaron a negociar con el gobierno de Adolfo Suárez. Los puntos claves de la negociación eran la legalización de los partidos políticos, la amnistía, la ley electoral y la cuestión de las nacionalidades. Tras un proceso no exento de altibajos, durante 1977 se consiguieron la mayor parte de las reivindicaciones de la oposición. Así, se legalizó la ikurriña (19 de enero de 1977), se promulgó una amnistía parcial (14 de marzo) y se legalizaron los partidos políticos (marzo-abril de 1977).
En mayo de 1977, el PNV junto con PSOE, ESEI, PCE, DCV y ANV se comprometieron a elaborar un Proyecto de Estatuto Vasco.
El ritmo de la reforma política, con un hito importante en las elecciones convocadas el 15 de junio de 1977, produjo la separación definitiva entre los partidos democráticos del País Vasco y Navarra (encabezados por el PSOE y el PNV, que seguían manteniendo el gobierno vasco en el exilio) y los sectores nacionalistas radicales de izquierdas agrupados en torno a ETA Militar. Mientras que los primeros, aún reconociendo las deficiencias del proceso democratizador, aceptaron la reforma política y se dispusieron a participar en las elecciones; los segundos, partidarios de una ruptura total, se negaron a participar, desarrollando una estrategia de tensión recurriendo a las movilizaciones callejeras.

### Conversaciones de Chiberta
La ruptura quedó patente en las conversaciones que tuvieron lugar los días 31, 12, 14, 17, 23 de abril y de mayo de 1977 en el Hotel de Chiberta de Anglet, localidad del (País Vasco francés), en las que participaron representantes de los grupos políticos nacionalistas vascos (PNV, ANV, EIA, LAIA, EHAS, ESB-PSV y ESEI) y de las dos ramas de ETA (ETA se había dividido en dos ramas en 1974: ETA Político-militar, que terminaría dejando las armas en la década de 1980, y ETA Militar, que continuaría el uso de la violencia hasta nuestros días).
En dichas reuniones impulsadas por Telesforo Monzón, mientras que el PNV se mostraba favorable a concurrir a las elecciones, el núcleo duro de ETA exigía una amnistía previa a dicho proceso electoral. En esos momentos la concesión de una amnistía por el Gobierno Central se consideraba improbable, pues consideraba que ya había realizado un ingente esfuerzo para la legalización del Partido Comunista y que ese segundo paso sería imposible.
Otro problema consistía en quién encabezaría las fuerzas del nacionalismo vasco, pues si bien el 17 de febrero de 1977, ETA Militar habría presentado un proyecto para unificar a todas las fuerzas políticas nacionalistas vascas con el nombre de Euskal Herritarra (EHH), no estaba de acuerdo en que fuera el PNV el que liderara ese conglomerado vasco.
Estas conversaciones supusieron el intento más serio que hizo el PNV durante la Transición para convencer a ETA de que dejase las armas y aceptara la posibilidad de defender sus ideas democráticamente.
Las conversaciones supusieron un fracaso total. ETA Militar, con el apoyo de Santiago Brouard, José Luis Elkoro y Telesforo Monzón, militante del PNV hasta 1952, trató de persuadir al PNV de que no se presentase a las elecciones, a menos que se decretase una amnistía total. Sin embargo, el PNV no estaba dispuesto a no integrarse en el juego democrático, algo inconcebible tras los largos años de exilio y que podría suponer la ocupación de su espacio electoral por parte de los partidos "españolistas". Pesaba también el recuerdo de no haber estado presente en el Pacto de San Sebastián. Por su lado, ETA Militar no mostró en ningún momento la más mínima intención de prescindir de la lucha armada, independientemente de los resultados electorales (así, uno de sus dirigentes declaró «lo que importa no son los votos [...], lo que importa es que el pueblo consiga sus derechos»; Arnaldo Otegi presentaría posteriormente una visión muy diferente de las conversaciones en su libro entrevista Mañana, Euskal Herria, llegando a afirmar que «La izquierda abertzale hizo una propuesta nítida a la salida del franquismo, buscó en Txiberta una alianza de todas las fuerzas democráticas vascas en torno al derecho de autodeterminación y les propuso abrir una interlocución de carácter nacional que buscara la ruptura con el franquismo e instalar en el país un escenario de democracia. Esa fue la propuesta de la izquierda abertzale que después ha mantenido constantemente a lo largo de treinta años», que no se corresponde con lo expresado por ninguna otra fuente). El PNV no se plegó a las exigencias de ETA Militar.
La conclusión final supuso que, mientras el PNV o EIA (surgida poco antes de ETA Político-militar y que en los siguientes meses lideraría la coalición Euskadiko Ezkerra), así como otros pequeños grupos nacionalistas como ESEI, ESB-PSV y ANV decidieron concurrir a las elecciones, los grupos del entorno de ETA Militar acordaron no hacerlo, al no considerarlas libres.
En julio de 1977 se creó Herri Alderdi Sozialista Iraultzailea (Partido Socialista Revolucionario Popular, HASI), como brazo político de la organización armada, y en noviembre se coaligó con LAIA, ESB-PSV y ANV en Herri Batasuna (HB) que en los primeros comicios en los que se presentó obtuvo 170.000 votos, más de la mitad que el PNV.

### Amnistía de 1977
Tras la amnistía general decretada el 15 de octubre de 1977, las dos ramas de ETA, siguieron cometiendo atentados, en una proporción mucho mayor que la registrada hasta entonces (solo en 1978, ETA asesinó a 66 personas, una cifra enorme si se la compara con los 17 asesinados en 1976 y los 10 de 1977).

### Elecciones de 1977
Para las elecciones del 15 de junio de 1977, el PNV carecía de medios económicos[cita requerida] y su plan de campaña se basó principalmente en la tradición del partido, en el boca a boca de la calle y en la realización de multitud de mítines y actos electorales.
El PNV cosecha un éxito electoral siendo el partido más votado en Euskadi con 296.193 votos (29,28 %) y 8 diputados, por delante del PSE-PSOE (267.897, 26,48 %, 7 diputados), UCD (129.600, 12,81 %, 4 diputados), AP (71.909, 7,11 %, 1 diputado) y EE (61.417, 6,07 %, 1 diputado).

### El Consejo General Vasco
En el actual País Vasco, el PSOE obtiene 9 parlamentarios, PNV 8 y UCD es tercera con 7, formándose una Asamblea de parlamentarios de los cuatro territorios históricos vascos peninsulares con el objetivo de llevar a cabo la redacción del Estatuto. Navarra, con mayor presencia de UCD, se separó de ellos. El socialista Ramón Rubial se impone en octava ronda de votaciones a Ajuriaguerra y ocupa el cargo de presidente del Consejo General Vasco.
El PNV, que ya había condenado todo tipo de violencia en su referida asamblea de 1977, posicionándose contra el nacionalismo radical, realiza su primera manifestación en Bilbao contra el terrorismo en septiembre de ese año, bajo el lema "Por una Euskadi libre y en paz".

### La manifestación del PNV de 1978
El 11 de octubre de 1978 el PNV envía una nota de prensa condenando la división de la sociedad que está provocando ETA, donde promovía la manifestación de la sociedad en repulsa contra el terrorismo, que tuvo lugar el 25 de octubre, siendo el lema «Por una Euskadi libre y en paz». Sin embargo, algunos dirigentes del PNV, como Iñaki Anasagasti, declararon poco después que quien pensara que era una convocatoria contra ETA se equivocaba. El máximo órgano del partido dio a conocer su postura oficial sobre el particular mostrando un inequívoco rechazo de la violencia etarra ("La iniciativa del Partido Nacionalista Vasco, desde su primer comunicado, ha contenido una condena inequívoca de todos los atentados y agresiones que se vienen produciendo en nuestro país") si bien acompañado de la exigencia al gobierno español de que tomara medidas políticas ("...la exigencia al Gobierno Español de las medidas políticas urgentes que se vienen reclamando con la máxima insistencia..."). Según algunos autores, en respuesta ETA comete varios atentados, envía una nota de prensa a Egin y una carta a cada miembro del Euzkadi Buru Batzar.

### La Constitución de 1978
La Constitución española de 1978 fue aprobada por el referéndum del 8 de diciembre, pero el PNV, que históricamente nunca ha aprobado una constitución española, propuso la abstención. A favor del texto se encontraban UCD, PSOE y PCE y en contra del mismo estaba la "izquierda nacionalista radical" y la extrema derecha.
Dicho texto fue aprobado en el País Vasco por 480.175 votos ( 69 % de los votantes, que equivale a un 31 % del censo), en contra 166.461 ( 24 % de los votantes, el 11 % del censo) y 836.048 votos optaron por la abstención (54,5 %). En Guipúzcoa de 504.389 votantes solo dieron su voto favorable 139.777. Por el contrario, el Proyecto fue aprobado mayoritariamente en el Estado por el 87,78 por 100 de votantes que representaba el 58,97 por 100 del censo electoral.
El PNV justificó su decisión debido a que, si bien el texto constitucional, básicamente elaborado entre UCD y PSOE, mejoraba ostensiblemente el estatus del País Vasco pues se legalizaba el euskera (art. 3.2 CE) y se oficializaba el uso de la ikurriña (art. 4.2 CE) entre otros avances, también por parte del PNV se apreciaban carencias importantes como la exclusión de Navarra o la consideración de España como nación única e indivisible (art. 3), entre otras razones. Además el PNV, que por entonces estaba encuadrado en el Grupo Mixto, fue excluido de la ponencia que redactó el texto constitucional, aunque fueron informados puntualmente de las conversaciones que se producían en este contexto por Miguel Roca Junyent que encabezaba la delegación catalana.
El PNV no fue invitado a la ponencia constitucional llamada "Comisión de Asuntos Constitucionales y Libertades Públicas", como si sucedió con otros partidos, aunque fue requerido a consulta para la discusión del Título VIII, relativo a la organización territorial y defendió lo que consideraba derechos históricos del pueblo vasco que quedaron plasmados brevemente en la Disposición Adicional Primera:

La constitución ampara y respeta los derechos históricos de los territorios forales

y en la Disposición Transitoria Cuarta que prevé la incorporación de Navarra al régimen autonómico vasco.
En el pleno parlamentario que antecedió al referéndum: todos los diputados del PNV se abstuvieron (Iñigo Aguirre Querexeta, Xabier Arzalluz, Gerardo Bujanda Sarasola, José Ángel Cuerda, José María Elorriaga, Pedro Sodupe y Marcos Vizcaya ) y votaron en contra los diputados de Alianza Popular y Francisco Letamendía por Euskadiko Ezkerra, mientras que, en el Senado, en contra se posicionaron Ramón Bajo y Juan María Bandrés, Fidel Carazo y Marcial Gamboa y el senador del Grupo Entesa dels Catalans, Luis María Xirinacs. Las abstenciones correspondieron entre otros a Manuel Irujo, Gregorio Javier Monreal, Ignacio Aregui, Juan Ignacio Uría y Federico Zabala. (Diario de Sesiones del Senado, núm.68)

### El Estatuto Vasco
Ya desde antes de la dictadura la consecución de un Estatuto había sido una meta del PNV, dicho Estatuto vio fugazmente la luz ya iniciada la Guerra Civil pero el gobierno franquista, ni siquiera lo derogó, como hiciera con el Estatuto Catalán, al considerarlo posterior al alzamiento y, por lo tanto, obra del gobierno ilegítimo republicano.
Tras la muerte de Franco, el PNV vuelve a reivindicar la creación de un Estatuto propio que finalmente, fue votado en las urnas y dotaba al País Vasco de un gobierno autonómico propio manteniendo ciertos privilegios forales y el mecanismo económico del "Concierto", y que fue aprobado en referéndum en 1979 por 831.839 (90,3 % de los votantes, lo que equivale a un 53 % del censo). Los votos en contra sumaron 47.529 votos (el 5,1 % de los votantes, el 3 % del censo) y 644.105 por la abstención (41,1 %).
Durante este periodo "de transición" el PNV se desmarca del nacionalismo vasco más radical, que defendía a través de la "alternativa KAS" una opción independentista frente a la autonomista del PNV y así, se muestra favorable a la incorporación de España en la OTAN pormovida por Adolfo Suárez, considerando más benefeciosa la integración total en las instituciones européas y, pese a mostrarse favorable en 1978 a la marcha realizada por la anmistía, no es partidario de las huelgas realizadas por este motivo y el PNV respalda la construcción de la central nuclear de Lemóniz (1980) (más tarde se paralizaría su construcción tras múltiples atentados de ETA y la oposición de la hoy llamada "Izquierda abertzale" ).

## El Gobierno de Garaikoetxea: 1980-1985
En las elecciones generales, el PNV es la fuerza mayoritaria y obtiene el 26,9 % de los votos y en las elecciones vascas de abril se constata el fuerte crecimiento del PNV, la irrupción del "nacionalismo radical" representado por Herri Batasuna, la pérdida de una importante cuota electoral del PSOE y los escasos resultados de la UCD. El peneuvista Carlos Garaicoetxea ocupa el cargo de la presidencia del Consejo General Vasco.
Celebradas las primeras elecciones autonómicas en marzo de 1980, dieron lugar a la elección de lehendakari en la persona de Carlos Garaikoetxea (1980-1985). El PNV consigue 25 de los 60 parlamentarios vascos y el 38,8 % de los votos válidos emitidos, seguido de Herri Batasuna, con el 16,5 %, y del PSOE con 14,2 %. Desde entonces el PNV gobierna la comunidad autónoma del País Vasco, en solitario en el periodo (1980-1986) y a través de diversos pactos desde entonces. En Cataluña en esos comicios triunfó de forma sorprendente CIU con diez escaños de ventaja sobre el PSOE que era el gran favorito.
El 29 de diciembre de 1980 se reinstaura el modelo tributario del "Concierto económico" y empieza, no sin problemas, la transferencia de competencias del Gobierno Central al Gobierno Vasco.
El 4 de febrero de 1981, Juan Carlos I visita el País Vasco y es abucheado en la Casa de Juntas de Guernica por los parlamentarios de HB sin que se produzcan mayores incidentes, no obstante este incidente influiría en una serie de sucesos que amenazan seriamente la autonomía vasca: el fallido golpe de Estado del 23 de febrero de 1981 y la consiguiente promulgación, derivada de las presiones de los militares, de la LOAPA (Ley Orgánica para la Armonización del Proceso Autonómico) que reconduce el desarrollo de las autonomías.
En 1982, el PSOE ganó las elecciones generales y Felipe González fue investido presidente. Los nacionalistas eran muy críticos respecto del Ministro del Interior, José Barrionuevo, un antiguo funcionario del sindicato estudiantil franquista, cuyo decidido apoyo a las fuerzas de seguridad y convicción de que el terrorismo de ETA era un problema policial y no político.
El PNV vivió una grave crisis interna al plantearse el apoyo al gobierno socialista.
EL 30 de septiembre de 1982 ETA-pm comunica su disolución y el abandono de la lucha armada.
Pese a la resistencia socialista a la realización de transferencias, el PNV impulsa el desarrollo del autogobierno vasco y crea su propio servicio de Salud ("Osakidetza"), aprueba el Estatuto de las ikastolas, comienza a emitir su propia radio y televisión (EITB), que inició sus emisiones el 27 de diciembre de 1982, crea su propia policía autonómica (Ertzaintza), etc. Dicho gobierno resistió la "reconversión industrial" que se inició desde 1982, recibiéndose ayudas para la reindustrialización por importe de 88.012 millones de pesetas.

### Contactos con ETA
Los contactos del Gobierno socialista con ETA se iniciaron en enero de 1983 a instancia del entonces lehendakari, Carlos Garaikoetxea (PNV), coincidiendo con el inicio de la cooperación antiterrorista francesa, y se suspendieron por la exigencia de HB de que hubiera periodistas presentes. quedando definitivamente rotas tras cometer ETA un nuevo asesinato en febrero. En marzo la coalición Herri Batasuna comunica oficialmente la decisión de mantener su presencia en los ayuntamientos pero no asistir a las instituciones autonómicas y estatales.
En el mes de mayo la policía abrió fuego real de para disolver una manifestación frente al Gobierno militar de San Sebastián.

### La guerra sucia contra ETA
Desde 1975 a 1980 (véase Terrorismo tardofranquista) operaron diversos grupos como Alianza Apostólica Anticomunista (AAA o "Triple A"), Antiterrorismo ETA (ATE), Grupos Armados Españoles (GAE), Guerrilleros de Cristo Rey, Batallón Vasco Español (BVE) y otros de menor resonancia, como los Comandos Antimarxistas, todos ellos afines a la dictadura franquista. y a los que se les atribuye entre 15 y 40 asesinatos.
Tras la victoria electoral socialista de 1982 surgen los Grupos Antiterrorista de Liberación (GAL) que en 1983, y hasta 1989, iniciaron sus acciones terroristas de "guerra sucia" contra ETA. Se les atribuye el asesinato de 27 personas. Dichos atentados y secuestros fueron perpetrados en su mayoría por mercenarios franceses contratados por policías españoles, financiados con fondos reservados, y organizados desde el propio ministerio del Interior, a través de responsables de la lucha antiterrorista del País Vasco.
En julio de 1983, el CESID elabora la llamada "acta fundacional" de los GAL en la que se examinaba la posibilidad de llevar a cabo acciones de "guerra sucia" en el sur de Francia ante la falta de colaboración en la lucha antiterrorista y se afirma su viabilidad y conveniencia.
Por el secuestro en 1983 de Segundo Marey, un vendededor de mobiliario de oficinas al que confundieron con Mikel Lujúa, por entonces dirigente de ETA, el Tribunal Supremo condenó en julio de 1998 a penas de cárcel a José Barrionuevo, Ministro de Interior, Rafael Vera, Secretario de Estado para la Seguridad, Ricardo García Damborenea, Secretario general del PSOE en Vizcaya, Francisco Álvarez, Jefe de la Lucha Antiterrorista, Miguel Planchuelo, Jefe de la Brigada de Información de Bilbao, José Amedo, Subcomisario de la policía, Julián Sancristóbal, gobernador civil de Vizcaya, por secuestro y malversación de caudales públicos, y a Michel Domínguez, Policía. En septiembre de 1998 ingresaron en la cárcel y tres meses después, Vera y Barrionuevo, condenados a diez años de prisión, fueron excarcelados gracias a un indulto parcial del Gobierno popular.
En marzo de 1999, la Audiencia Nacional dictó auto de procesamiento por secuestro, lesiones y asesinato en relación con dos miembros de ETA, José Antonio Lasa y José Ignacio Zabala, secuestrados en Bayona (Francia) en 1983 y cuyos cadáveres torturados fueron descubiertos cerca de Alicante, en el sureste español, en marzo de 1995.
En 2000, el exgeneral de la Guardia Civil, Enrique Rodríguez Galindo, fue condenado por el Tribunal Supremo a 75 años de cárcel. También se condenó por este caso al exgobernador civil de Guipúzcoa, José Julián Elgorriaga Goyeneche, y a los ex mandos de la Guardia Civil, Ángel Vaquero Hernández, Enrique Dorado Villalobos y Felipe Bayo Leal, como autores, cada uno de ellos, de dos delitos de detención ilegal y dos delitos de asesinato. Rodríguez Galindo estuvo solo tres años en prisión y cumplió el resto de la condena en su casa debido a una supuesta enfermedad cardiaca.
El PSOE siempre ha negado toda responsabilidad respecto a los GAL, ha condenado verbalmente sus crímenes y su entonces presidente, Felipe González, nunca ha sido judicialmente acusado por estos hechos. González refirió: "Yo creo que no se puede decir que fuera terrorismo de Estado. Lo veo ahora con la perspectiva histórica. Si el aparato del Estado hubiera decidido eliminarlos, puede provocar otros problemas, pero termina por eliminarlos". "Dejémonos de historias, porque incidentes como los que ha habido en España los ha habido en todos los países en los que una actividad terrorista ha golpeado a la democracia".
Durante los años de "guerra sucia" además de los atentados y secuestros se vivió una tensión sin precedentes en el País Vasco y Navarra y el entorno de ETA se vio impulsado, junto con la crisis derivada de la reconversión industrial, el paro..., por lo que consideraban una evidencia, entonces siempre negada por las autoridades, de que el gobierno socialista estaba detrás de los incidentes, para estos sectores ETA pasaba a ser una víctima y sus atentados una respuesta a las acciones del Gobierno.
Durante esa época surge el llamado "rock radical vasco", movimiento musical que denunciaba en muchas de sus canciones la situación de acoso ilegal al que se veía sometido el llamado M.L.N.V.. Algunas de las situaciones que denunciaban fueron posteriormente avaladas por las Sentencias condenatorias de los Tribunales.
En las elecciones autonómicas celebradas en febrero de 1984 resultó vencedor el PNV, que obtuvo sus mejores resultados electorales hasta la fecha, 42 % de los votos emitidos, seguido del PSOE con el 23 %, Herri Batasuna con el 14,6 % y EE el 8 %. La progresión socialista fue notable, así como paupérrimo el empuje electoral mostrado por la derecha españolista, un 9,3 %. Resultados que tendencialmente reproducen los obtenidos en las elecciones forales y locales de mayo de 1983.
En torno a 1985, en plena crisis política del PNV, la economía vasca se situaba en unas coordenadas entre las que sobresalían la altísima tasa de paro, un crecimiento económico ralentizado, el impacto de la introducción de las nuevas tecnologías, el fin de la anterior ola de crecimiento expansivo y la apertura a la competencia internacional.

### La escisión de Eusko Alkartasuna
En 1986 tiene lugar la mayor escisión en la historia del PNV, y el lehendakari de origen navarro, Carlos Garaikoetxea, funda en septiembre un nuevo partido, Eusko Alkartasuna, que, pese a los gobiernos de coalición en los que ha formado parte con el PNV, sigue escindido a fecha de hoy.

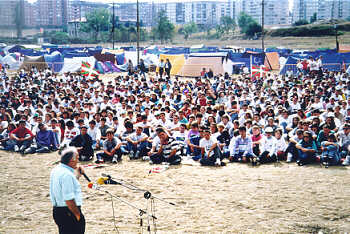
Mitin de Xabier Arzallus.

Las razones de la separación en bloque de los jeltzales, según algunos, además del enfrentamiento personal entre Xabier Arzalluz y Garaikoetxea y otras cuestiones de lucha de poder interno, fue la polémica surgida por una diferente concepción del reparto de poder entre las instituciones comunes de la autonomía vasca (Gobierno y Parlamento) y las forales (Juntas Generales y Diputaciones) que configuró la nueva "Ley de Territorios Históricos" y, más concretamente, según otros autores, las razones hay que buscarlas en la negativa de los peneuvistas navarros, y en menor medida guipuzcoanos, a apoyar un gobierno de la derecha en Navarra, recibiendo a cambio ciertas contraprestaciones políticas en otros territorios.
La consecuencia inicial fue que el PNV se derrumbó en Navarra y sus electos pasaron a formar parte del nuevo partido, obteniendo el PNV en las siguientes elecciones de 1987 solo el 0,98 % de los votos en Navarra, frente al 7,1 % de los votos de EA en ese territorio.
En las autonómicas anteriores a la escisión de EA, el PNV logró la adhesión del 28,47 % del censo electoral en Euskadi, pero en las siguientes autonómicas de 1986, el PNV obtuvo el 16,34 % del censo y EA el 10,91 %; en 1998 el PNV alcanzaría el 19,23 % y EA descendería al 5,96 %.
Durante los primeros contactos entre el Gobierno español presidido por Felipe González y ETA en 1986, el PNV intentó participar en las futuras negociaciones de Argel, pero ETA veto su entrada.
En las elecciones vascas de 1987 a las que se presentó EA, obtuvo 35 junteros en las tres provincias, frente a los 32 de PSE-EE (PSOE), HB o PNV. Recibió el voto de 190.136 electores (un 17,79 %) y fue la primera fuerza en Guipúzcoa, con 16 junteros, y Álava, con 12. En Vizcaya, cuna del partido matriz, no tuvo tanta fuerza y fue la cuarta fuerza política con 7 junteros. Obtuvo asimismo 442 concejales en las elecciones municipales del mismo año, con un voto de 193.197 electores (18,05 %) y gobernó tanto las alcaldías de Vitoria y San Sebastián como la Diputación Foral de Guipúzcoa.
En 1988 el PNV alcanzaría el 19,23 % y EA descendería al 5,96 %, por lo que el PNV pudo coaligarse con su propia escisión para las elecciones de 1989.

### Cambio organizativo
También influyó en los problemas surgidos el hecho de haberse detectado deficiencias organizativas en los Estatutos de Pamplona-Iruña de 1977, por lo que en 1987 se realizaron nuevos Estatutos Generales del partido, a raíz de la Asamblea Nacional que tuvo lugar en Cestona.
Si bien en los inicios del PNV, como se ha mencionado anteriormente, tiene gran peso la organización territorial (1906), posteriormente el poder se centraliza en el EBB (1916) y más tarde se da más peso a las organizaciones regionales/municipales. En Cestona se desecha la posibilidad de crear un partido de estructura federalista o una confederación de organizaciones regionales/municipales y así, la Asamblea Nacional de Cestona define al PNV como "un único partido político, estructurado en organizaciones municipales, territoriales y nacional".</ref>, creándose la "Asamblea General" (similar a los "Congresos" que celebran otros partidos) y la "Comisión Nacional de Garantías y Control", cuya función es la de mediación, garantía de derechos de la afiliación; y el control de los procesos electorales internos. limitándose la capacidad de los Tribunales Internos que se reduce al plano disciplinario y de resolución de impugnaciones.

## El Gobierno de Ardanza (1986-1998)
Desde la escisión, de 1986 a 1998 José Antonio Ardanza fue el Lehendakari vasco, con un perfil claramente autonomista, gobernando con el Partido Socialista de Euskadi.

### Los pactos entre partidos
El PNV sería uno de los impulsores del Pacto de Madrid de 5 de noviembre de 1987 suscrito por el PSOE, AP, CDS, CIU, PNV, PDP, PL, PCE y EE por el que se solicitaba al Gobierno Vasco que asumiera "el liderazgo en la desaparición de la violencia y el terrorismo, y en la consecución definitiva de la paz"; dichos partidos se pronunciaban a favor de la derogación de la ley antiterrorista.
Otro pacto de gran importancia sería el llamado Pacto de Ajuria Enea firmado el 12 de enero de 1988 por AP, CDS, EE, PNV, PSOE y por José Antonio Ardanza como lehendakari del Gobierno vasco; el acuerdo se decidía a impulsar en su integridad el Estatuto de Guernica, intensificar las relaciones de la C.A.V. con Navarra, instaba a ETA a renunciar a la vía armada y a HB a reanudar su actividad parlamentaria legitimándola como opción política, respaldaba las políticas de reinserción de los "arrepentidos", los procesos de diálogo si existiera una intención seria por parte de ETA de abandonar las armas, apoyaba también la derogación de la Ley Antiterrorista y reiteraba el apoyo a las víctimas del terrorismo.
Según Arzalluz, estos pactos respondían a la estrategia del PSOE de conseguir el apoyo de los partidos a la tregua con ETA que se disponía a realizar. El 28 de enero de 1988 ETA anunció un «alto al fuego» de 60 días, que luego alargó varias veces, y se intentó una negociación entre ETA (representada por Eugenio Etxebeste, «Antxon») y el gobierno español del Partido Socialista Obrero Español, denominada Mesa de Argel, que terminó en mayo sin resultados, terminando el alto al fuego.

### El Plan Ardanza
En ninguno de los anteriores pactos que propugnaban el diálogo se había contado con ETA o su entorno, el MNLV, por lo que las opciones reales de pacificación se encontraban muy reducidas; así por lo menos lo consideraba el entonces lehendakari, José Antonio Ardanza, que, en marzo de 1988 interpretando los acuerdos anteriormente mencionados, presentó a la Mesa de Ajuria Enea el llamado "Plan Ardanza", un documento que proponía un diálogo "sin condiciones previas y sin límites de resultados" y exclusivamente entre partidos previa ausencia de violencia de ETA y teniendo constancia inequívoca de que ETA quisiera abandonar la violencia. El documento fue apoyado por todos los partidos miembros de la Mesa, excepto PP y PSOE que no aceptaban modificaciones constitucionales. El plan, considerado el testamento político de Ardanza que se retiraba de la política, fue muy criticado en su día siendo alabado posteriormente por su moderación y consistía en una reflexión sobre la situación de ETA y HB en ese momento, consideraba que las vía policial no había conseguido ningún resultado y la vía política no funcionaba si se aislaba a HB, por ello, proponía una forma de solucionar el "conflicto":
- Dejar la resolución dialogada del conflicto en manos de los partidos representativos de la sociedad vasca
- Hacer propios los acuerdos que aquellos puedan alcanzar en las instituciones vascas
- Incorporar los acuerdos al ordenamiento jurídico con el fin de que puedan resultar operativos.

El plan fue presentado ante los miembros de la Mesa de Ajuria pero no obtuvo el respaldo del resto de partidos.
Muy pronto surgieron las divergencias entre los firmantes de Ajuria Enea y se redactó otro documento el 7 de octubre de 1988, que no fue firmado ni por el PNV, ni por EA, conocido como "Pacto de Navarra", en el que se contenían las ideas del de Ajuria Enea pero se enfatizaba especialmente en la condena de las actividades terroristas y el desprecio que generaban en la sociedad. La falta de acuerdo, según Arzalluz vino motivada por la oposición del PP a la política del PSOE de negociar con ETA.
En 1996 el PNV apoyó la investidura como presidente del popular José Mª Aznar consiguiendo una mejora del Concierto económico y la matización de la política antiterrorista de los populares. Como resultado, las Haciendas de los territorios históricos de la CAV lograron una capacidad normativa y recaudatoria prácticamente plena sobre todos los impuestos, salvo el IVA. Además, fruto de este acuerdo de investidura se aprobó, en la sesión del 26 de noviembre de 1998, del Pleno del Congreso de Diputados por 184 votos a favor, 133 en contra y 4 abstenciones el articulado definitivo de la Ley 43/1998, del 15 de diciembre, de restitución o compensación a los partidos políticos de bienes y derechos incautados en aplicación de la normativa sobre responsabilidades políticas del periodo 1936-1939.
Tras la promulgación de dicha Ley, el Estado adeuda 30,3 millones de euros al PNV como devolución de los bienes incautados durante el franquismo y, a fecha 2004, solo se le abonaron 0,18 millones de euros.
La V Legislatura fue la última presidida por José Antonio Ardanza, ya que, como se ha mencionado, decidió dejar la primera línea política y no presentarse a la reelección antes de la presentación de su plan. Gracias a su éxito como negociador en la renovación del Concierto Económico vasco y al apoyo de Xabier Arzalluz, máximo dirigente del PNV como presidente del Euzkadi Buru Batzar, la Asamblea Nacional del PNV designó a Juan José Ibarretxe como candidato a Lehendakari para las elecciones autonómicas del 25 de octubre de 1998, siguiendo la tradición del PNV en el que la presidencia del partido y la máxima representación institucional están separadas.

### Contexto histórico de las negociaciones de 1998 y 1999
Tras las elecciones de 1996 el Partido Popular logra el gobierno siendo su presidente José María Aznar y da comienzo un pacto de Gobierno entre PP y PNV, apoyando los nacionalistas la investidura de Aznar, con muchas tensiones internas en materia antiterrorista aunque con acuerdos en otras muchas, por ejemplo, en febrero de 1997 votan unidos en el Parlamento hasta en 26 ocasiones y se consigue mejorar el "Concierto Económico" del País Vasco.
El 30 de junio de 1997, la Guardia Civil liberó al funcionario de prisiones José Antonio Ortega Lara, que llevaba secuestrado 532 días. Un día después, ETA libera al empresario Cosme Delclaux (232 días).
El 10 de julio de 1997, Miguel Ángel Blanco, concejal del PP en la localidad vizcaína de Ermua, fue secuestrado y asesinado por ETA. Ese día se suspenden en su memoria todos los actos institucionales en las fiestas de San Fermín de Pamplona. El entonces Lehendakari José Antonio Ardanza manifestó tras el atentado su alejamiento de la izquierda "abertzale":

"Señores de HB, vosotros sois los verdugos de esta sociedad y no las víctimas. El mundo de HB es cómplice de ETA. Al final, la sangre de esta víctima pesará sobre la conciencia de la coalición abertzale. La banda terrorista ha dado un golpe de muerte a nuestros deseos de diálogo y reconciliación"

Tras la sacudida social y política que provocaría este atentado, se inició un nuevo tiempo político que movería las relaciones entre los partidos y la estrategia frente a ETA. En un momento muy inicial se consideró la posibilidad de crear una unión de todos los partidos contra ETA, pero muy poco después se crearon dos frentes políticos claramente diferenciados por su postura en relación con la política antiterrorista, reflejándose esa tensión especialmente en Arrigorriaga el 21 de julio, tras respaldar concejales de PNV, PSOE, IU, EA y PP una propuesta de HB en contra de la dispersión.
Así, por un lado el Gobierno del PP, con el apoyo de la oposición del PSOE, formaron el llamado frente "constitucionalista", siguiendo lo que se dio en llamar «Espíritu de Ermua» y promulgaba la aplicación severa y plena de las medidas policiales y judiciales contra ETA y su entorno. El Tribunal Supremo dictó el 29 de noviembre de 1997 sentencia condenatoria contra la mesa nacional de Herri Batasuna por ceder su espacio electoral a ETA en las elecciones de 1996.
Por otro lado, el frente "nacionalista" se consagró con la firma del Pacto de Estella, firmado el 12 de septiembre de 1998 por PNV, EA, HB, IU, Partido Carlista, Batzarre, siete sindicatos y nueve organizaciones sociales y promulgaba el diálogo y la negociación política como única solución al "conflicto", invocando como referente el "Acuerdo de Viernes Santo" ("Acuerdo de Stormont") en Irlanda del Norte en abril de 1998.
Según Vázquez Montalbán los firmantes de Estella estaban "Convencidos de la parálisis política que afectaba al PP y al PSOE en el tratamiento del problema vasco y de que el PP dependía de las ayudas del PNV en el Parlamento español, los firmantes de Lizarra forzaron la tuerca del soberanismo y plantearon con toda claridad el objetivo de la autodeterminación y de una negociación política con ETA".
En enero de 1998, llega a oídos de la banda que la policía francesa tiene todo preparado para realizar una muy importante operación policial contra la organización.
Por orden del juez Baltasar Garzón, en junio de 1998 se cierra el periódico Egin. En octubre, ante la posibilidad de verse envuelta en un proceso judicial, Herri Batasuna se presenta dentro de una plataforma más amplia denominada Euskal Herritarrok (EH).

### Contactos del PNV previos a la tregua
Según algunos autores, existe constancia de dos encuentros preliminares mantenidos entre Josu Jon Imaz, entonces europarlamentario y posteriormente Presidente del PNV, con una persona cercana al máximo responsable político de ETA en enero de 1998, Mikel Albisu (más conocido como Mikel Antza). De acuerdo con la misma fuente, por parte de EA, Carlos Garaikoetxea, Rafael Larreina, y Koldo Amezketa, mantuvieron encuentros separados con el propio Mikel Antza y sus lugartenientes; al mismo tiempo ambos partidos mantuvieron numerosas reuniones con HB, cuyo contenido es supervisado, según la misma fuente, por Mikel Antza.

### Las propuestas de acuerdo de 1998
En agosto de 1998 ETA plantea una propuesta al PNV y EA en busca de un acuerdo general. El texto incluía cuatro puntos que pueden resumirse en tres propuestas básicas:
- El impulso a la creación de una estructura institucional única para todos los territorios de Euskal Herria, fomentando dinámicas y acuerdos entre las fuerzas nacionalistas vascas.
- Ruptura de relación entre las fuerzas nacionalistas democráticas con el PSOE y el PP.
- Declaración, por parte de ETA, de un alto el fuego indefinido (aunque con un plazo inicial de cuatro meses, transcurridos los cuales, ETA evaluaría el grado de cumplimiento de los acuerdos por parte de EA y PNV).

El PNV ofreció una contrapropuesta, en el que matizaban o puntualizaban los puntos propuestos por ETA:
1. Respecto al primero, respetar y especificar el ritmo y los pasos a dar.
2. Sobre el segundo, no cerrar la puerta a otras fuerzas políticas para conseguir la estabilidad de las instituciones.
3. Sobre el alto el fuego, especificar que se requería el respeto a los derechos humanos de todas las personas.
4. Finalmente, se pedía el compromiso de no hacer público los acuerdos unilateralmente.

Este pacto es muy posteriormente mencionado por ETA en una carta al PNV, en el que ETA muestra su desacuerdo con la contrapropuesta realizada por el PNV, acusándole de haber mostrado más interés por la paz que por la soberanía, al tiempo que califican el acuerdo como apropiado e importante por ser un paso en búsqueda de la soberanía de Euskal Herria.
Posteriormente se realizaría el Pacto de Estella del 12 de septiembre de 1998.

### Las elecciones autonómicas de 1998
La tregua también afectó al mapa electoral vasco y a las relaciones entre los partidos vascos Las elecciones autonómicas de 1998 se celebraron poco después de que ETA declarase una tregua «total e indefinida» (18 de septiembre de 1998), en una teórica situación de "ausencia de violencia, porque, como ya se ha expresado, la violencia denominada "de baja intensidad" acosaba y atacaba a todos los partidos políticos y en mayor medida a PP y PSOE. Paralelamente a la firma, seis días antes, del Pacto de Estella, acordado por diversas organizaciones políticas y sociales del País Vasco, Navarra y el País Vasco francés, entre las que se encontraban todos los partidos y sindicatos nacionalistas vascos y también Izquierda Unida (IU).
En esas elecciones aumentó la participación y volvió a ganar el PNV pero los dos polos opuestos aumentarón significativamente sus votos; el Partido Popular venció en Álava y ganó 100.000 votos convirtiéndose en la segunda fuerza desplazando al PSOE y Euskal Herritarrok (EH) venció en Guipúzcoa y logró 223.264 votos. Por ejemplo, en San Sebastián el PP fue el partido más votado (25,7 %) y EH fue el segundo (19,3 %).
La participación en las elecciones fue muy alta y se acercó hasta el 70 % y el PNV ganó con el 27,28 % de los votos emitidos, perdiendo uno de los 22 escaños que tenía. Aumentó sus votos pero al subir también la participación, descendió un porcentaje de dos puntos. Pero esas elecciones constituyeron un éxito electoral para los dos polos opuestos PP y Euskal Herritarrok(EH), que era la plataforma electoral constituida el 25 de octubre de 1998 por Herri Batasuna y otras organizaciones de izquierda, que obtuvo 14 escaños.
Poco después el presidente Aznar anunciaba contactos con ETA.

### La tregua de 1998
Cuatro días después de la firma de dicho pacto ETA anunció el 16 de septiembre de 1998 una"suspensión ilimitada de sus acciones armadas"
Ya iniciada la tregua, ese mismo mes de septiembre, comenzaron los contactos entre el Gobierno del Partido Popular y el entorno etarra; tres miembros del Gobierno de José María Aznar se entrevistaron de manera secreta con Arnaldo Otegi y otros dirigentes de Herri Batasuna en un chalé de la comarca de Juarros, en Burgos. Dichos acuerdos culminaron en una reunión secreta entre PP y ETA en Zúrich en el mes de mayo de 1999.
Durante ese periodo, el Partido Popular mostró signos de buena voluntad, suavizando su postura y sus declaraciones y acercando a 135 presos etarras a cárceles próximas al País Vasco, todo ello en cumplimiento de lo dispuesto por el Congreso de los Diputados español que aprobó en noviembre de 1998 una moción de IU a la que se sumó el PP, y fue aprobada unánimemente, sobre el acercamiento de los presos por la que se instaba al gobierno español a poner en práctica "una nueva orientación, consensuada, dinámica y flexible, de la política penitenciaria en la forma que mejor propicie el final de la violencia".
Sin embargo las conversaciones no tuvieron éxito y se contabilizaron 390 acciones de terrorismo callejero durante 1999. Un sector del PP, encabezado por Mayor Oreja, presidente del PP vasco, receló de la tregua, considerándola una estrategia de ETA para reorganizarse y rearmarse, denominándola "tregua-trampa", interpretando el contenido de una comunicación interna de ETA interceptada al responsable de los comandos José Javier Arizkuren Ruiz, Kantauri, en la que se le comunica que habría una tregua, pero que sería cosa de poco tiempo.
Poco después del encuentro con el Gobierno, dos de los interlocutores fueron detenidos. El parlamento nunca llevó a efecto la moción sobre el acercamiento de 1998.

## El Gobierno de Ibarretxe: 1999-2007

### VI Legislatura: 1999-2001
El 2 de enero de 1999 Juan José Ibarretxe fue investido Lehendakari (el tercero de la democracia, tras Carlos Garaikoetxea y José Antonio Ardanza). Fue el primer Lehendakari alavés y el más joven elegido hasta la fecha (41 años). Contó con el apoyo de las formaciones de adscripción nacionalista: el propio PNV, Eusko Alkartasuna (EA) y Euskal Herritarrok (EH) (plataforma electoral constituida el 25 de octubre de 1998 por Herri Batasuna y otras organizaciones de la izquierda abertzale).

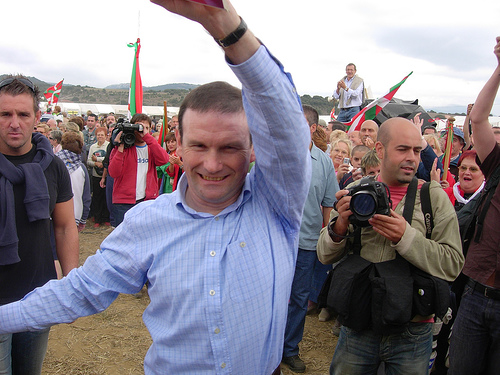
Juan José Ibarretxe, en el "Alderdi Eguna" (día del PNV) de 2005.

En marzo se llegaba a un pacto de gobierno entre las tres fuerzas nacionalistas, formándose un gobierno de coalición entre el PNV y EA y, posteriormente, en marzo de 1999 se firmó un acuerdo de legislatura con EH. En dicho acuerdo EH renunciaba a la vía armada en beneficio de la política y por ello dicho acuerdo expresaba: "Reiteramos nuestra apuesta inequívoca por las vías exclusivamente políticas y democráticas para la solución del conflicto de naturaleza política existente en Euskal Herria", suponiendo, para algunos dirigentes políticos, que por medio de ese pacto "los dirigentes abertzales quedan atados de pies y manos a la política del PNV".
El apoyo abertzale a la investidura y el posterior acuerdo de legislatura fueron posibles gracias al Pacto de Estella, que habían firmado los tres partidos. Sin embargo, ETA rompió su alto el fuego en 27 de noviembre de 1999, acusando el PNV y a EA de haber incumplido un supuesto acuerdo, negado por los responsables de PNV y EA, al que habrían llegado en junio de 1998, antes de la firma del Pacto de Estella. Jaime Mayor Oreja, entonces Ministro del Interior y candidato del Partido Popular a Lehendakari en las anteriores elecciones, consideró desde el primer día la tregua como falsa, acuñando el ya famoso lema de la «tregua - trampa».
La decisión de ETA de poner fin al alto el fuego y criticar la actitud del PNV, demostró que la intención de los terroristas no había sido otra que profundizar en lo que ellos denominaban “proceso de construcción nacional” vasco.

#### Las propuestas de acuerdo de 1999
ETA remite al PNV un nuevo texto en agosto de 1999 que se basa en el anterior texto propuesto ETA en julio de 1998 a PNV y EA; en él requiere dar más pasos a la mayor brevedad posible en busca de la soberanía y plantea un desarrollo de esa idea articulando diversos instrumentos, entre ellos la celebración de elecciones "dejando a un lado las fuerzas extranjeras", la creación de un parlamento soberano de Euskal Herria que elaboraría una constitución, tras lo que se "daría por terminada la defensa de Euskal Herria por medio de las armas". En su último punto se obligaba a que los firmantes a asumir, tras la rubrica del documento, "la justa defensa ante cualquier ataque exterior".
El PNV respondió a dicha carta, señalando no haber recibido respuesta de ETA a su carta de junio de 1999, reiterándose en la contrapropuesta que ya realizara en 1998 y tachando la anterior de ETA de irreal, por resultar precipitada, pidiendo tiempo y cautela y matiza que, no aceptando la estructura propuesta por ETA, deberían ser los ciudadanos vascos los que protagonizaran el proceso debiendo respetar la sociedad vasca su decisión mayoritaria.
Esta nueva contrapropuesta no fue contestada por ETA.
Respecto al reconocimiento de los textos aludidos de 1998 y 1999 y a su contenido, tanto PNV como EA han negado el cumplimiento de acuerdos concretos o pactos con ETA, pero reconocen la existencia de contactos y el carácter exclusivamente negociador de los documentos existentes sobre dichos contactos. La correspondencia entre PNV y ETA durante 1998 y 1999 puede ser vista en la propia página web del PNV.

#### La ruptura de la tregua
ETA declaró el fin del alto el fuego el 2 de diciembre de 1999, cometiendo un nuevo asesinato el 21 de enero de 2000, finalizando ese año con 23 asesinatos más, entre ellos el de uno de los fundadores del Foro de Ermua, incluyendo entre sus víctimas a jueces y periodistas.
El PNV realizó una declaración institucional ese mismo día en la que reprochaba a ETA su actitud de intentar tutelar el proceso, le acusaba de perjudicar al nacionalismo vasco y, a su vez, animaba a HB a defender democráticamente sus propuestas invitándola al diálogo.
La ruptura de la tregua por parte de ETA supuso el fin del acuerdo parlamentario con EH que no condenó el posterior atentado y abandonó la cámara vasca en septiembre de 2000 anunciando que solo volvería al Parlamento de Vitoria en "ocasiones puntuales" y dejando al gobierno PNV-EA en minoría parlamentaria.
Tras varios meses de precariedad parlamentaria, debido a la activa oposición de socialistas y populares y a la imposibilidad de aprobar leyes por la ausencia de apoyos parlamentarios (los presupuestos del año 2001 no pudieron aprobarse y debieron prorrogarse los del año anterior, anunció elecciones anticipadas para el 13 de mayo del 2001. La legislatura finalizada había sido la más corta del Parlamento Vasco desde la llegada de la democracia, y finalizaba con altos grados de crispación política y una renovada ofensiva de la organización terrorista ETA, que solo
Por su parte ETA dio a conocer a la opinión pública el 30 de abril de 2000 los textos hasta entonces secretos de las negociaciones de 1998 y 1999 entre PNV y ETA, mediante su publicación en el periódico “Gara”. y reconoció que la tregua en realidad había sido una "tregua-trampa". En el año 2000 ETA acabó con la vida de 23 personas.
También se produjeron importantes escisiones en la "izquierda abertzale" formando Aralar y Batzarre grupos políticos independientes contrarios a la vía armada. Patxi Zabaleta, miembro fundador y exdirigente de HB y EH, encabezaba ya desde finales de los años ochenta una postura crítica que había condenado el asesinato de Miguel Ángel Blanco y exigía la desaparición de ETA y se convirtió en el coordinador de Aralar.

#### La política antiterrorista después de la tregua
Tras la ruptura de las negociaciones, el Gobierno del Partido Popular, con el apoyo del partido socialista, continuó el acoso que ya se había iniciado en 1998, no solo a ETA, si no además a su entorno, por todas las vías democráticas posibles, perdurando casi todas ellas en la actualidad. Además se reanudó la ofensiva a nivel judicial y policial.
Las elecciones generales del 12 de marzo de 2000 otorgaron la mayoría absoluta al Gobierno e Aznar por lo que los pactos con los nacionalistas de la anterior legislatura ya no eran necesarios y podía desarrollar una política antiterrorista sin ataduras.
Entre las actuaciones realizadas podemos destacar:
- El "Acuerdo por las libertades y contra el terrorismo" que fue un nuevo pacto antiterrorista firmado por PP y PSOE el 12 de diciembre de 2000.[147]
- Reforma de la Ley de Partidos por la que consiguió la ilegalización de los partidos políticos afines a la organización (Batasuna, Euskal Herritarrok y HB) que no pudieron presentarse a las elecciones, debiendo presentar "listas blancas" que fructificaron en algunos casos.
- Declaración judicial de la Audiencia Nacional que consideraba a los colectivos Jarrai, Haika y Seguí como integrantes de una asociación ilícita no terrorista. (El Tribunal Supremo 19-01-07, modificó esa sentencia y declaró[148] que Jarrai, Haika y Segi formaban parte de la estructura de ETA aumentando las penas impuestas a sus 24 dirigentes)
- Inclusión de las anteriores en las listas internacionales como terroristas.
- Procesos judiciales contra el “supuesto” entorno de ETA ("proceso 18/98"), sin que haya recaído todavía sentencia.
- Cierre del periódico "Egin", de su emisora y de varias empresas vinculadas.[149][150]
- Cierre del periódico “Egunkaria” en el 2003.[151] (El fiscal retiró la acusación en 2006 por considerar que no existían indicios de que perteneciera a la estructura de ETA)[152]
- Política de dispersión de los presos de ETA.
- Reforma del Código Penal e impulso de cambios jurisprudenciales ("Doctrina Parrot")con el objetivo de conseguir el cumplimiento íntegro de las condenas impuestas a los terroristas y la supresión de los beneficios penitenciarios.
- No concesión del tercer grado penitenciario a los miembros de la banda.
- Los actos de “Kale Borroka” serían enjuiciados en la Audiencia Nacional de Madrid, aunque fueran cometidos por menores de edad.
- Impulso de la actuación policial deteniendo a múltiples comandos de la organización y dirigentes de la organización (Iñaki de Rentería, Asier Oiartzabal, Mikel Antza...). En el año 2001 se detuvieron a 135 personas vinculadas a la organización.
- Apoyo a asociaciones de víctimas del terrorismo y organizaciones cívicas antiterroristas.

El PNV se opuso y aún se opone abiertamente a muchas de las medidas anteriormente citadas, reivindicando la vía del diálogo para la solución del “conflicto” y por ello ha chocado frontalmente con el Partido Popular, que le acusa de complicidad con el terrorismo, perdurando en la actualidad dicho enfrentamiento.
Motivada según algunos miembros de la Internacional Democristiana (IDC) por los acuerdos entre PNV y ETA, se produjo una modificación de los estatutos de la Internacional Demócrata Cristiana, promovida por el Partido Popular español, por 125 votos a favor y 9 en contra, que supuso la salida del PNV, que había sido uno de sus fundadores de la IDC.
Durante esa legislatura popular los Tribunales sentenciaron la ya mencionada "guerra sucia" de los GAL que tuvo lugar durante los gobiernos socialistas en los 80, aunque indultaron o excarcelaron a los condenados.
El 21 de enero de 2000, ETA hizo explotar un coche bomba cargado de 20 kg de dinamita en el barrio de Virgen del Puerto de Madrid, muriendo el teniente coronel de Intendencia Pedro Antonio Blanco. Este asesinato obligó a Ibarretxe a dejar en suspenso su pacto de legislatura con EH. No fue, sin embargo, hasta después del asesinato por parte de ETA del dirigente socialista alavés Fernando Buesa y su escolta, el ertzaina Jorge Díez (22 de febrero de 2000), cuando el pacto se rompió definitivamente. La ruptura del acuerdo parlamentario y el subsiguiente abandono de la Cámara por parte de EH en septiembre (que anunció que solo volvería al Parlamento de Vitoria en «ocasiones puntuales») dejaron al gobierno PNV-EA en minoría parlamentaria.
Las elecciones generales en el año 2000 renuevan a Aznar como presidente, pero esta vez por mayoría absoluta, por lo que ya no necesita el apoyo parlamentario del PNV y se inicia una seria confrontación entre PP y PNV. Comienza un periodo de crispación del ambiente político vasco y el PP presenta como candidato a lehendakari a uno de sus más exitosos ministros, Jaime Mayor Oreja, hasta entonces Ministro del Interior.
Tras varios meses de precariedad parlamentaria vasca, debido a la activa oposición de socialistas y populares y a la imposibilidad de aprobar leyes por la ausencia de apoyos parlamentarios (los presupuestos del año 2001 no pudieron aprobarse y debieron prorrogarse los del año anterior, anunció elecciones anticipadas para el 13 de mayo del 2001. La legislatura finalizada había sido la más corta del Parlamento Vasco desde la llegada de la democracia, y finalizaba con altos grados de crispación política y una renovada ofensiva de la organización terrorista ETA, que solo en el 2000 acabó con la vida de 23 personas.

### VII Legislatura: 2001-2005
La campaña electoral de 2001 fue la más dura de la historia del País Vasco, enfrentándose dos bloques políticos con propuestas claramente diferenciadas. Por un lado, la coalición nacionalista PNV-EA, con Ibarretxe como candidato a Lehendakari, presentaba un programa abiertamente soberanista de superación de los marcos estatutario y constitucional y favorable a la autodeterminación. Del otro, el Partido Popular (PP) (liderado por Jaime Mayor Oreja) en colaboración con el Partido Socialista de Euskadi - Euskadiko Ezkerra (liderado por Nicolás Redondo Terreros) propusieron un discurso común en defensa de la Constitución y del Estatuto como marco insustituible para acabar con el problema terrorista, en la creencia de que podían desalojar al nacionalismo de la presidencia del País Vasco.
Para algunos observadores, los comicios de mayo se plantearon en el País Vasco como un plebiscito en el que los votantes debían optar por el nacionalismo o el constitucionalismo y la participación ascendió hasta casi el 80 % lo que supuso que casi todos los partidos aumentaran el número de votos y que principalmente se decantó por el voto nacionalista moderado: la coalición PNV-EA salió reforzada obteniendo casi 600.000 votos con un 42,7 % de los votos. El Partido Popular llegó a ser la segunda fuerza, con el 23 % de los sufragios, aumentando en un escaño que perdió el PSOE. Ezker Batua (EB) obtuvo tres escaños.
Los resultados de las elecciones reflejaron que la coalición PNV-EA obtuvo 599.746 votos (42,7 %), PP y Unidad Alavesa 323.918 votos (23 %), PSOE 250.919 (el 17,8 %), IU 78.448(5,5 %), pero el dato más significativo fue EH que sufrió un descenso muy importante de 81.217 votos y obtuvo 142.784 electores (10,1 %), por lo que pasó de 14 parlamentarios en 1998 a 7 en el 2001.
La coalición PNV-EA casi triplicó el aumento de votos del PP. Pero el aspecto más sobresaliente fue el serio descalabro que sufrió el nacionalismo radical representado por Euskal Herritarrok (EH), que, tras la ruptura de la tregua de ETA, perdió la mitad de sus 14 escaños, pasando del 17,9 % de 1998 al 10,1 %, perdiendo casi 80.000 votos.
El resultado práctico es que la coalición PNV-EA sumaba 33 escaños frente a los 32 del Partido Popular y PSE-EE (PSOE), estando la mayoría en 38 escaños, por lo que, durante esa legislatura, Juan José Ibarretxe se ve obligado a presidir un gobierno de coalición entre PNV, Eusko Alkartasuna y Ezker Batua-Berdeak que posibilitaba un Gobierno estable y nuevamente nacionalista en el País Vasco.
Ibarretxe fue investido Lehandakari el 12 de junio de 2001, en segunda votación, con el apoyo de 35 parlamentarios (sus 32 parlamentarios, menos el voto de un diputado de EA que llegó tarde a la sesión y no pudo votar y los tres de EB). El Gobierno, que comenzó con consejeros únicamente del PNV y de EA, fue ampliado con un consejero de EB, Javier Madrazo, en septiembre de 2001.
La ilegalización de Batasuna (organización en la que se había refundado EH en junio de 2001) y las presiones del Gobierno central en manos del PP hicieron que los últimos años de ese gobierno fueran difíciles, ya que aun siendo mayoritario (alcanzaba los 36 escaños) no tenía la mayoría absoluta (38 escaños) del Parlamento. Así, los presupuestos de 2002 no pudieron aprobarse hasta el 23 de enero de ese mismo año y solo gracias a la abstención de Batasuna (que había adoptado la denominación de Sozialista Abertzaleak en la Cámara de Vitoria). Aun así, las partidas presupuestarias se votaron una por una y los presupuestos de más de la mitad de los departamentos se rechazaron, lo que significó que se prorrogaban las del año anterior. Los presupuestos del año siguiente se salvaron de la prórroga debido al retraso del líder popular, Jaime Mayor Oreja, en llegar a la votación. Para 2004 se volvieron a prorrogar los presupuestos, al votar toda la oposición en contra, en tanto que para 2005, una equivocación de un parlamentario socialista permitió aprobar finalmente los presupuestos.

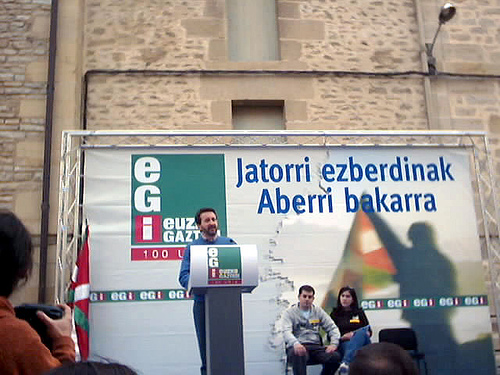
Josu Jon Imaz en un acto de EGI en 2004.

Josu Jon Imaz sucedió el 17 de enero de 2004 como presidente del Euzkadi Buru Batzar (EBB, órgano ejecutivo del partido) a Xabier Arzalluz. Imaz aboga por fortalecer la relación del PNV con el resto de los partidos nacionalistas, buscar un acuerdo integrador y transversal con partidos de "la otra sensibilidad nacional" del país, buscar un "encaje amable de Euskadi en España", el respeto a la voluntad de los ciudadanos vascos, la total oposición al terrorismo, el apoyo a las víctimas y perseguidos por ETA y la defensa de la reforma del estatuto del País Vasco

#### El Plan Ibarretxe
En cumplimiento de su programa electoral, el Gobierno Vasco propuso una reforma del estatuto de autonomía del País Vasco, con el nombre de Estatuto Político de la Comunidad de Euskadi, recibía su nombre del lehendakari del Gobierno Vasco en ese momento.
El conocido como «Plan Ibarretxe» consistía en una propuesta basada en la «libre asociación» entre el País Vasco y España, la soberanía compartida y el derecho de autodeterminación, se presentaba como una tercera vía entre las posturas denominadas constitucionalistas del PP y el PSE-EE (PSOE) y el independentismo de EH y ETA. La propuesta se definía como una «propuesta de pacto político que se materializa en un nuevo modelo de relación con el Estado español, basado en la libre asociación y compatible con las posibilidades de desarrollo de un estado compuesto, plurinacional y asimétrico», la cual desbordaba el marco constitucional, tal como existía en ese momento, al plantear la creación de un nuevo marco jurídico: en la práctica totalidad de las competencias estarían en manos de las instituciones del País Vasco, dejando al Estado español unas funciones meramente residuales.
Las principales fuerzas políticas españolas consideraron que el plan violaba tanto en los procedimientos, como en los contenidos, el marco de la Constitución Española. Para poder entrar en vigor, la propuesta, al ser una reforma de un estatuto de autonomía, debía ser aprobada por mayoría absoluta en el Parlamento Vasco y posteriormente ser admitida a trámite en el Congreso de los Diputados español, para luego ser tramitado en el propio Congreso y en el Senado mediante ley orgánica.
ETA declaró que el plan era una "salida parcial, subterfugio sin futuro y un grave engaño" apoyando una propuesta alternativa. La posición de la "izquierda abertzale" no fue definida hasta el último momento ya que en las primeras votaciones decidieron abstenerse y no paralizar su tramitación y, posteriormente, posibilitó la aprobación del plan en la Cámara vasca por mayoría absoluta, votando tres parlamentarios de "Socialista Abertzaleak" (S.A.) a favor y otros tres en contra.
La propuesta fue anunciada al Parlamento Vasco en septiembre de 2001 y presentada oficialmente el 25 de octubre de 2003. La oposición al Gobierno tripartito vasco, PP y PSOE (35 parlamentarios) se opuso al plan y PNV, EA y IU (36 parlamentarios) votaron a favor, siendo aprobado por mayoría absoluta (39 votos de 75) en el Parlamento Vasco el 30 de diciembre de 2004, con los votos a favor de los partidos que componían el gobierno tripartito (36 escaños) y tres de los seis parlamentarios de Sozialista Abertzaleak (SA), (los otros tres votaron en contra y el séptimo, Josu Urrutikoetxea, se hallaba huido de la justicia). Los votos favorables de SA, así como su aceptación por parte de Ibarretxe, fueron muy criticados.
Superado el trámite en el Parlamento Vasco, la propuesta fue enviada al Congreso de los Diputados para ser admitida a trámite, enfrentándose allí a la oposición tanto del nuevo Gobierno socialista de José Luis Rodríguez Zapatero como a la del Partido Popular. El propio Ibarretxe defendió la propuesta en el Congreso. En la votación realizada el 1 de febrero de 2005, la propuesta fuese ampliamente derrotada, por 313 votos en contra (PSOE, PP, Izquierda Unida, Coalición Canaria y Chunta Aragonesista), 29 a favor (PNV, EA, Nafarroa Bai, CiU, ERC y BNG) y 2 abstenciones (IC-V).
Ibarretxe también declaró que, en el caso de que la propuesta fuese paralizada en las Cortes españolas, convocaría un referéndum en el País Vasco para que los vascos pudieran decidir su futuro.
COmo respuesta a esta proposición del lehendakari, el 28 de noviembre de 2004 el Gobierno de José María Aznar impulso una reforma del Código Penal por el procedimiento de plantearlo como una enmienda del Partido Popular dentro del Proyecto de Ley Orgánica complementaria de la Ley de Arbitraje, por la que se condenaba por el que se consideraba un delito castigado con penas de entre tres a cinco años de prisión y entre seis a diez años de inhabilitación absoluta el que un cargo público convocase elecciones o referendos sin la autorización de las Cortes. La reforma fue tramitada a la mayor urgencia y aprobada la Ley Orgánica de Arbitraje, con los mayoritarios y únicos votos a favor del PP. El resto de los grupos parlamentarios del Congreso de los Diputados hizo un "plante" y se abstuvo de votar. La reforma entró en vigor el 23 de diciembre.

#### La disolución de S.A.
Batasuna, heredera de Euskal Herritarrok (EH), que a su vez lo era de Herri Batasuna (HB), justo unos meses antes de su ilegalización, como consecuencia de la entrada en vigor de la Ley de Partidos que ilegalizada a las citadas, cambió de nombre en abril de 2002 y pasó a denominarse Araba, Bizkaia eta Guipuzkoako Sozialista Abertzaleak (SA).
Dos meses después, el Tribunal Supremo ordenó la disolución de SA en el Parlamento vasco, ya que la formación estaba integrada por los mismos siete diputados que formaban antes el grupo de Batasuna (Arnaldo Otegi, Jone Gorizelaia, Antón Morcillo, Josefa Álvarez, Jon Salaberria, Araitz Zubimendi y José Antonio Urrutikoetxea).
La Cámara vasca no pudo acatar la sentencia, alegando que para hacerlo era preciso reformar el reglamento, y la Mesa del Parlamento aprobó una propuesta de su presidente, pasando S.A. al grupo mixto, pese a que "trataron de arbitrar los mecanismos jurídicos necesarios" sin que hubiera "voluntad de fraude", según la última resolución sobre este caso.
Juan María Atutxa, como presidente del Parlamento, Gorka Knörr (EA) y Kontxi Bilbao (EB-IU), como miembros de la Mesa de la Cámara vasca, y Rafael Larreina (EA), Joseba Egibar (PNV) y Antton Morcillo (SA) de la Junta de Portavoces fueron acusados de un delito de desobediencia al Tribunal Supremo, solicitándose por el fiscal la libre absolución.
Inicialmente resultaron absueltos por el TSJPV que consideró que les amparaba la inviolabilidad parlamentaria pero el Recurso de Casación ante el Tribunal Supremo de la acción popular llevada a cabo por el pseudosindicato Manos Limpias propició que el Tribunal Supremo instara al alto Tribunal vasco a pronunciarse sobre la causa.
El Tribunal Superior de Justicia del País Vasco (TSJPV) consideró que la orden del Supremo para la disolución de SA vulneraba derechos fundamentales del grupo 'abertzale' y que los hechos imputados no eran constitutivos de infracción penal y se archivó la querella.
La Fiscalía no recurrió la decisión pero sí lo hizo Manos Limpias que habiendo interpuesto Recurso de Apelación, reabrió el procedimiento solo contra Atutxa, Knörr y Bilbao, que debieron sentarse en el banquillo y finalmente resultaron absueltos.

#### El 11-M y el Gobierno de Zapatero
En las elecciones del 14 de marzo de 2004, tras los atentados del 11 de marzo en Madrid, contrapronóstico y debido en parte a la sensación de que el gobierno popular había gestionado mal la crisis posterior a los atentados, el Partido Socialista alcanzó el Gobierno y su presidente, Rodríguez Zapatero anunció un nuevo "talante" en su política y especialmente en materia antiterrorista. La activa oposición realizada por el Partido Popular acosó continuamente al Gobierno por lo que el PSOE y el PNV recuperaron la sintonía de finales de los años 80, basando su política antiterrorista en el diálogo pero sin anular las medidas adoptadas anteriormente por los populares.
Para esas elecciones generales se formó un nuevo partido en Navarra denominado Nafarroa Bai (Nabai) que aglutinó al PNV, EA, Aralar, Batzarre  (escisiones de EH estos dos últimos partidos tras la tregua de ETA de 1999) y a independientes vasquistas. La coalición logró buenos resultados en los comicios (18,04 %), consiguiendo un parlamentario en el Congreso (Uxue Barkos), recibiendo fuertes críticas por parte de Batasuna.
ETA no cometió asesinatos desde el 30 de mayo de 2003 hasta el 30 de diciembre de 2006, aunque durante ese periodo se sucedieron infinidad de actos de "violencia de baja intensidad". Durante el 2004 se detuvieron entre España y Francia a más de 130 personas por su vinculación con ETA y la organización parecía dar síntomas de estar en sus momentos más bajos, teniendo en cuenta además el rechazo internacional propiciado por los atentados de los grupos islamistas radicales. La masacre de Madrid y la repulsa nacional e internacional a los atentados islamistas de Londres o Nueva York hicieron surgir ciertas voces en el entorno de la organización que se oponían a continuar con unas prácticas terroristas tan denostadas aa nivel mundial.
El 14 de noviembre de 2004, la ilegalizada formación política Batasuna, en un acto celebrado en San Sebastián, anunció su "propuesta de Anoeta" en la que apostaba “por la paz” y “por la utilización de vías exclusivamente políticas y democráticas” para resolver “el conflicto vasco” y hablaba de dos mesas de diálogo, una referida a ETA entre el Gobierno y la organización y otra referida a la soberanía.
Solo pocas horas después hacían explosión dos bombas en Navarra a las que siguieron otras más que no causaron víctimas y Batasuna no condenó los atentados.

### VIII Legislatura: 2005-2007
El cambio en el Gobierno central debido al triunfo electoral del PSOE el 14 de marzo de 2004 y el establecimiento de una política más conciliadora por parte del nuevo gobierno de José Luis Rodríguez Zapatero, permitieron que estas elecciones se llevaran a cabo en un ambiente menos enrarecido que las anteriores.
Por otra parte, a pesar de que Batasuna y las diferentes agrupaciones electorales que había intentado crear seguían fuera de la ley, la izquierda abertzale pudo conseguir que sus votantes tuvieran representación, al utilizar el ofrecimiento del Partido Comunista de las Tierras Vascas (PCTV-EHAK), un partido de reciente creación al que, a pesar de las peticiones del Partido Popular, la justicia no encontró ninguna relación con ETA o Batasuna.

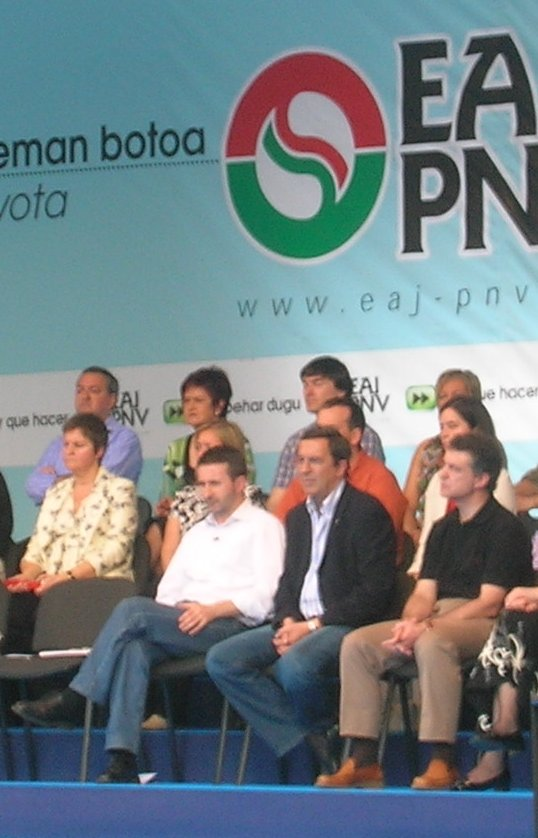
Mitin en la campaña para las elecciones forales y municipales de 2007.

Las previsiones de la coalición nacionalista entre PNV y Eusko Alkartasuna, formada en torno a la figura de Ibarretxe, eran las de obtener unos resultados que les permitieran formar un gobierno con mayoría absoluta, considerando el apoyo de los partidos con los que había formado el gobierno anterior, pero el resultado de las urnas fue adverso, puesto que la coalición solo obtuvo 29 escaños (22 PNV y 7 EA), consiguiendo 463.873 votos (38,6 %), siendo la primera fuerza política en las tres provincias vascas y con el mismo descenso de cuatro escaño que el PP (17,3 %), frente al aumento de los del PSOE (18 escaños y 22,68 %), el mantenimiento del número de parlamentarios de IU-EB y la irrupción de Aralar con un escaño (2,3 %), mientras que la izquierda abertzale, representada por el PCTV-EHAK, obtenía 9 escaños (150.000 votos y 12,44 %) una cifra similar a la de Euskal Herritarrok en el 2001.
Según algunos medios estatales, este resultado fue interpretado como un rechazo de la ciudadanía a la política del Lehendakari y en especial al llamado Plan Ibarretxe, si bien el rechazo fue explicado de forma diferente por los diversos actores políticos. Unos hicieron la lectura de que la ciudadanía rechazaba dicho plan por ser «demasiado nacionalista», fijándose en el crecimiento que había obtenido el PSE-EE (PSOE), en tanto que otros afirmaban que la ciudadanía vasca quería más que dicho plan al obtener la izquierda abertzale, representada por el Partido Comunista de las Tierras Vascas (EHAK) unos excelentes resultados después de un período preelectoral y una campaña electoral muy complicada y la entrada de Aralar en el Parlamento. Todo ello redundó en que no se alterara significativamente la relación de fuerzas en el Parlamento Vasco (los escaños que perdió la coalición nacionalista fueron los que ganaron PCTV-EHAK y Aralar, con posturas, en principio, más radicales e independentistas).
Ibarretxe fue investido Lehendakari el 23 de junio de 2005, con los 32 votos de los partidos con los que renovaría el tripartito (PNV, EA y EB) y 2 del Partido Comunista de las Tierras Vascas. El nuevo Gobierno se constituyó con las fuerzas que habían mantenido el anterior (32 escaños) y buscó los apoyos del PSE-EE (PSOE) y de la nueva formación en la cámara, Aralar, que había obtenido un escaño.

#### Propuesta de modificación del Amejoramiento del Régimen de Foral de Navarra (2005)
El PNV de Navarra presentó en mayo de 2005 un proyecto de reforma del actual "Amejoramiento" realizado en 1982, que fue finalmente rechazado por el Parlamento de Navarra.
La Ley Orgánica de Reintegración y Amejoramiento del Régimen Foral de Navarra, llamada comúnmente "Amejoramiento", constituye la norma fundamental en Navarra, similar a los Estatutos de las comunidades autónomas, con la salvedad de que no fue como ellos sometido a referéndum.
Dicho texto, basado en la libre decisión de los navarros, recogía ciertos principios del citado "Plan Ibarretxe", adaptaba la Ley Fundamental navarra a la incorporación a la Unión Europea y proponía en su artículo 1.º:

"Navarra se constituye en una Comunidad foral con régimen de autogobierno e instituciones propias, integrada en el Estado español y solidaria con todos sus pueblos mediante el régimen singular de relación política basado en la libre asociación"

Además, entre otras reformas, en su artículo 8.º solicitaba la declaración del castellano y el euskera como idiomas oficiales de la comunidad, ya que en la actualidad el euskera es solo cooficial en la zona señalada como vascófona y ampliaba las competencias de la Comunidad Foral a todas aquellas no atribuidas expresamente al Estado (Art.40).
La propuesta contó con la firme oposición del gobierno formado por UPN.
Otras reformas propuestas en favor del euskera tampoco fueron aprobadas. Poco después el PSN-PSOE propuso un referéndum para la aprobación del "Amejoramiento" que tampoco contó con la aprobación del partido mayoritario, UPN, que ya antes había acusado al PSN de connivencia con el PNV por la realización de propuestas similares.

#### La Constitución Europea (2005)
El texto de la Constitución Europea (CE) fue ratificado en referéndum, pero el País Vasco y Navarra fueron las regiones donde el 'No' tuvo un mayor respaldo, al conseguir un 33,66 % y un 29,22 %, respectivamente.

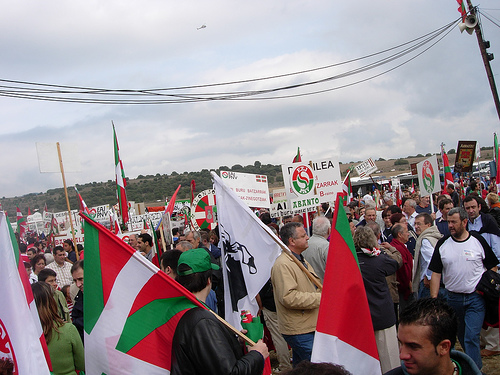
Alderdi Eguna de 2005.

La actual comunidad autónoma del País Vasco fue la que registró un mayor porcentaje de rechazos a la Constitución Europea (33,66 %), a pesar de que PNV, PSOE y PP pedían el 'Sí'. Guipúzcoa fue la provincia que encabezó el 'No' con un 40,77 %, seguida de Vizcaya, con el 30,79 % y Álava, con el 29,56 %. Además, el 62,61 % de apoyos al texto europeo fue inferior al 69,12 % que registró en 1978 la Constitución Española. En la localidad guipuzcoana de Oreja, el 91,84 % de los votantes se opuso al Tratado.
La segunda comunidad con mayor rechazo a la Constitución Europea fue Navarra con un 29,22 % de papeletas por el 'No', casi 12 puntos más que la media nacional. La aprobación del tratado en Navarra en este referéndum era apoyada por UPN, PSN, CDN y PNV, mientras que IUN-NEB, Aralar y EA defendían el rechazo al texto.

#### El Tren de Alta Velocidad vasco
Desde los años ochenta, el Plan Ferroviario de Euskadi pretendía la instalación del TAV, bastante antes que la línea Madrid - Sevilla. El Gobierno vasco consiguió que la “Y Vasca” que une las capitales de las tres provincias del País Vasco tuviera financiación europea y formara parte de los Ejes Prioritarios de la Unión desde la Cumbre de Essen de 1994 (Eje Sur-Oeste) y que en el 2005 la Unión Europea volviera a incluir esta infraestructura en el listado de los 30 Ejes prioritarios y establece el año 2010 como fecha aproximada de puesta en marcha de la línea Madrid - Vitoria - Irun/Hendaya, previendo asimismo que la conexión Irun/Hendaya - Dax estuviera lista en 2015.
La victoria electoral del PP en 1996 paralizó el proyecto, tras la llegada el cambio de gobierno en el 2004, se reiniciaron las conversaciones que culminaron con un acuerdo parlamentario de 2006, aprovechando la negociación de los presupuestos generales.
En el Parlamento, el PNV consiguió algo más que el visto bueno de la infraestructura, como es que fuera el Departamento de Transportes y Obras Públicas del Gobierno Vasco el encargado de licitar, dirigir y realizar las obras en prácticamente todo el tramo que discurre por Guipúzcoa:, concretamente el tramo Vergara-Irún y la inserción en San Sebastián, estableciéndose un presupuesto de 1642 millones de euros. Por su parte, el Ministerio de Fomento se reserva la construcción de los tramos de Álava y Vizcaya, el nudo de conexión de la "Y" en Mondragón, Elorrio y Vergara, y las inserciones de Bilbao y Vitoria, para ello contando para ello con un presupuesto de 2536 millones de euros.
EL Gobierno Vasco contó con el apoyo de todos los grupos parlamentarios para el proyecto, aunque sectores mayoritariamente afines a la izquierda aberzale radical han iniciado ya protestas contra el plan mediante la creación de coordinadoras, al igual que sucediera con la construcción de la "Autovía del Norte", sumándose en la actualidad paulatinamente a la oposición otros sectores sociales como los ecologistas, que también cuestionan el proyecto. Durante todo el proyecto el proyecto ha instadado a la participación ciudadana, facilitando la información incluso mediante la creación de una web.
La llamada "Y vasca" recibirá un fuerte apoyo presupuestario y se prevé que su construcción genere un aumento significativo del PIB del País Vasco.
El Gobierno Vasco instó al gobierno de navarra para sumarse a la red, siendo que el Gobierno de Navarra presidido por UPN en un principio apostó por un trazado que atravesara la frontera por el norte de su comunidad, sin incorporarse directamente a la red del País Vasco, sin que tuviera apoyo por parte del gobierno popular. Ante la negativa francesa y la posibilidad de que Navarra quedara fuera de los proyectos de alta velocidad ya en progreso (Madrid-Valladolid-Burgos-Vitoria, Sevilla-Antequera, Alar del Rey-Santander,...) instaron al Ejecutivo Central ya bajo la dirección del PSOE al inicio de la elaboración de un proyecto, pero dicha iniciativa se vio paralizada por la confrontación existente entre el Gobierno navarro y el Central. Sin embargo, el ministro Solbes dijo en diciembre que veía «inviable» aplicar en Navarra el mismo acuerdo alcanzado con el País Vasco para financiar el TAV, porque el Concierto vasco y el Convenio navarro no incluyen «mecanismos idénticos» de financiación. Sanz dijo entonces que estas afirmaciones eran fruto de «una ignorancia supina de lo que es el Convenio Económico» por parte de Solbes y del «sectarismo político que anida en el Gobierno de Zapatero» hacia Navarra. Así lo aseguró en diciembre antes de reclamar una reunión de la Junta de Cooperación Navarra-Estado (órgano bilateral para dirimir las discrepancias que puedan surgir entre ambas administraciones)... «Yo no dije que Solbes fuera un ignorante supino. Porque no creo que lo sea», matizó ayer Sanz en el Parlamento. «Tampoco creo que sea un sabio, pero si rectifica públicamente, tendré que decirle que rectificar es de sabios», añadió. (Diario de Navarra)"</ref>
El PNV, a través de su participación en Nafarroa Bai, apoyó la unión de navarra con la red del País Vasco, como en la Proposición no de ley de 5/4/06 relativa a la realización del tren de alta velocidad entre Zaragoza-Tudela-Pamplona, que fue aprobada por unanimidad).

#### El Proceso de Paz (2006)
La VII Legislatura ha estado marcada, sin embargo, por el proceso de negociación entre el Gobierno español y ETA para conseguir el fin de la violencia y la disolución de la organización terrorista.
Durante enero de 2005 algunas declaraciones políticas instaban a un cese de la actividad etarra y ETA se adhirió a la citada "propuesta de Anoeta". El 17 de mayo de 2005 el Congreso de los Diputados, con la oposición del PP, respaldó al presidente del Gobierno, para entablar un diálogo con la organización. El 22 de junio de 2005, fueron eliminadas las modificaciones que penalizaban los referendums ilegales.
Eduardo Madina, entonces Secretario General de las Juventudes socialistas de Euskadi y víctima de un atentado de ETA en el que perdió una pierna, reflejaba: "Hay otros partidos que no tienen voluntad en acabar con el problema. Porque el PP, toda su aureola electoral y todo su movimiento y toda su estrategia gira alrededor de la gestión del dolor que ETA genera, y de su posicionamiento respecto al problema".
Por su parte el líder de la oposición popular manifestaba "un Parlamento que represente la soberanía del pueblo no puede convertir a una organización terrorista en interlocutor político. Dialogar con ETA es disparatado y no resuelve nada".
Todo parecía indicar que podía anunciarse en breve una tregua de ETA que finalmente fue definida por ETA como "un alto el fuego permanente" con efectos a partir del 24 de marzo de 2006.
El PNV reaccionó con ilusión exigiendo que fuera irreversible rechazando la tutela de ETA en un proceso que deberían protagonizar los partidos en una mesa decisoria para ofrecer a la sociedad vasca decidir su propio futuro.
Tras la declaración de tregua por parte de ETA, Juan José Ibarretxe pidió la derogación de la Ley de Partidos, al tiempo que llevó a cabo una rueda de contactos con todos los partidos vascos (incluyendo a la ilegalizada Batasuna, con cuyos representantes Arnaldo Otegi, Juan José Petrikorena y Pernando Barrena se reunió el 19 de abril en el Palacio de Ajuria Enea, sede del Gobierno Vasco). Por ello, el Foro de Ermua presentó una querella y el Tribunal Superior de Justicia del País Vasco le imputó un presunto delito de desobediencia al reunirse con la ilegalizada Batasuna, sin que se haya celebrado juicio oral ni exista sentencia en este momento sobre dichos hechos.
El llamado "proceso de paz" (o "mal llamado" según los populares) no llegó a fructificar por las elevadas peticiones de ETA que llegó a exigir fechas concretas para la autodeterminación y la unión de Navarra. ETA no estaba dispuesta a desaparecer sin haber avanzado claramente hacia la soberanía. Tampoco el Gobierno llegó a realizar medida alguna de acercamiento de presos, ni derogó la ley de partidos que permitiría al entorno político de ETA presentarse a las cercanas elecciones forales y municipales previstas para mayo de 2007, jactándose, ante el acoso de los populares, de haber realizado menos concesiones que el PP en la tregua del 98.
El diario abertzale "Gara" señaló posteriormente que el Gobierno había varios mantenido contactos previos al alto el fuego y que tuvieron como fruto el acuerdo de ciertos pactos "que recogían, además del reconocimiento de Euskal Herria, el compromiso del Gobierno español de respetar las decisiones de los ciudadanos vascos. Los acuerdos concernían al futuro de los ciudadanos de Álava, Guipúzcoa, Vizcaya y Navarra, y se establecía que los acuerdos políticos debían alcanzarse entre los partidos y agentes vascos".
ETA dio muestras desacuerdo y cometió un atentado colocando una bomba de gran potencia en el aparcamiento del aeropuerto de Barajas, acabando con la vida de dos personas que se encontraban en el lugar rompiendo así las esperanzas de paz.
En un extenso comunicado, ETA " manifestaba que el gobierno socialista habían bloqueado el proceso al poner la Constitución y la legalidad vigente como tope máximo de la negociación política y denunciaba al PNV directamente por apoyar al PSOE: "Queremos denunciar la actitud mostrada por el PNV de Imaz en estos últimos meses, ya que ha actuado contra la izquierda abertzale alimentando la línea del Gobierno español (...) Asimismo, a los agentes o líderes que se dedican a repetir críticas en torno al "tutelaje" de ETA o realizando denuncias oportunistas ante las expresiones populares mejor tendrían si se revolvieran ante el sistema de represión no democrático contra Euskal Herria y los movimientos populares". Solicitaba el aislamiento de PP y de UPN y refería que el objetivo de la bomba de Barajas no era provocar víctimas, pues habían avisado insistentemente sobre su colocación y se reafirmaba unilateralmente en la tregua: "Finalmente, ETA quiere decir que todavía sigue en pie el alto el fuego permanente que comenzó el 24 de marzo a las cero horas", despidiéndose de esta forma: "Jotake (sin descanso) hasta conseguir la independencia y el socialismo!".
El PCTV no acudió a la sesión del Parlamento Vasco en la que se condenaría el atentado, evitando así un nuevo motivo para su ilegalización según la Ley de Partidos.
Las manifestaciones posteriores reflejaron el entendimiento del Gobierno socialista con las fuerzas nacionalistas frente a la oposición del Partido Popular y de sus organizaciones afines, fruto de esas coincidencias se proponía el veto parlamentario a la batería de medidas antiterrorista que pretendía proponer el PP.

### La irrupción de Nafarroa Bai (2007)
Como antes se ha mencionado, diversos partidos entre los que se encontraba el PNV y sectores independientes de Navarra, se unieron en la coalición Nafarroa Bai (Nabai) que consiguió en la persona de Uxue Barkos, uno de los cinco diputados por esta Comunidad.
Dicha irrupción como bloque no satisfizo a los extremos políticos que realizaron diversas acusaciones a la coalición; así por parte de la llamada "izquierda abertzale" se acusó a Nabai de estar dominada por los intereses de PNV y por parte de UPN y PP se enfatizó en que compartían los objetivos de ETA, enfocando UPN su campaña electoral contra dicha coalición.
Los resultados electorales de los comicios municipales y forales de mayo de 2007 en Navarra reflejaron el ascenso de Nafarroa Bai que consiguió ser la segunda fuerza política por detrás de UPN, desplazando de esa posición al PSN.
Tras una larga e infructuosa negociación en la que se proponía al líder socialista Fernando Puras para la presidencia con el apoyo de NaBai e IU, finalmente el PSN se abstuvo posibilitando el gobierno foral en minoría de UPN, nuevamente bajo la presidencia de Miguel Sanz y la alcaldía de Pamplona con Yolanda Barcina. No obstante en una serie de municipios PSN, Nabai e IU llegaron a distintos pactos en detrimento de UPN. El apoyo de PSN a UPN, siguiendo las instrucciones de la ejecutiva nacional de ese partido provocó una crisis entre los socialistas navarros, que se saldó con varias dimisiones y la posibilidad de una escisión por parte de los afiliados de la Ribera, que apoyaban el pacto con NaBai e IUN-NEB.

### Nuevos cambios y nueva orientación (2007)
En 2007 el entonces presidente del partido, Josu Jon Imaz, manifestó su intención de no presentarse a la reelección de su cargo, por lo que, realizado un complejo procedimiento interno de elección de presidente del EBB, fue elegido Iñigo Urkullu.
A su vez, con el fin de adaptar la ideología del partido y modernizar sus estructuras se llevó a cabo la aprobación interna de las ponencias política, social, organizativa y cultural para los próximos cuatro años.